# Cotlliure
Cotlliure ([kuʎ'ʎiwɾə]; oficialment en francès, Collioure) és una vila, cap de la comuna del mateix nom, de 3.057 habitants, de la comarca del Rosselló, a la Catalunya del Nord.
Antic poble de pescadors i vinyataires, conegut per les seves anxoves, Cotlliure ha estat també motiu d'inspiració per a pintors com Matisse, Derain, Chagall, Gris, Braque, Picasso, Dufy i Dalí, entre d'altres, que n'han retratat el castell, els carrerons o el pintoresc campanar de la seva església arran de mar. En el seu cementiri hi ha les tombes d'Antonio Machado i del novel·lista Patrick O'Brian, que hi residí entre 1949 i 2000. El malnom dels cotlliurencs és ganxeros o conyics. La dita diu: "A Cotlliure (hi) fa bon viure, i a Argelers, si tens diners".

## Geografia

Situació de la comuna de Cotlliure en el Rosselló

### Localització i característiques generals del terme
Encaixat entre els termes d'Argelers de la Marenda, Portvendres, Banyuls de la Marenda i la mar Mediterrània, el terme comunal de Cotlliure, de 130.200 hectàrees d'extensió, és a la zona sud-oriental del Rosselló, ran de mar. Juntament amb el Racó, d'Argelers, constitueix l'extrem nord de la Costa Vermella.
Tot el límit comunal nord-est està definit per la línia de costa, des del termenal amb Argelers a l'Olla, al nord, fins al límit amb Portvendres, a la Platja de l'Oli, a l'est. El límit amb la comuna d'Argelers, des del nord fins al sud-oest, és marcat íntegrament pel Ravaner, des del nivell del mar fins als 272,1 m d'altitud, a quasi 350 metres al nord-est del Mas Torreneules, on el límit del terme de Cotlliure abandona el riu i s'enfila en línia recta cap al sud-est fins al Coll de Vallàuria, a 416,6 m d'altitud, on es troben els dos termes esmentats amb el de Portvendres. Des d'aquest lloc, el termenal continua pujant, ara cap al nord-est, passa pel Coll de Formigó a 489,2 m, i fins al Pic de Tallaferro, o de Madaloc, a 642 m, on es troben els termes de Cotlliure, Portvendres i Banyuls de la Marenda. Aquest és el punt més elevat del terme de Cotlliure. Des d'aquest punt el termenal baixa per la carena del contrafort nord-oest, que després gira al nord, del pic, passa per la Torre de Madaloc, a 640,4, després fins al Coll de Tallaferro, a 464,1, passa per la Bateria de Tallaferro, a 640,4, on gira cap al nord-est i a poc a poc es va decantant cap a l'est, fins al Coll de Molló, a 209,8, per on passa la carretera D - 86, s'enfila cap al nord-est en direcció al Puig de les Daines, al cim del qual no arriba, torna a baixar cap al sud-est, i reprèn la baixada per una carena cap a l'est i de seguida cap al nord-est, travessa la D914 a 76,4 m d'altitud, poc després travessa la línia del ferrocarril, a 23,6, i cerca l'extrem oest del nucli urbà de Portvendres, per tal d'abocar-se en el mar a la Platja de l'Oli.
Fins a l'any 1823 el seu terme, molt més extens, incloïa l'actual comuna de Portvendres. Encara, els anys 50 del segle xx, un tros més li fou segregat per tal incrementar el terme de Portvendres.
Termes municipals limítrofs:
|                        |                       | La mar Mediterrània |
| Argelers de la Marenda |                       | Portvendres         |
|                        | Banyuls de la Marenda |                     |

### La vila de Cotlliure

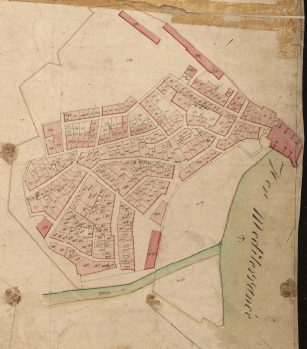
Cotlliure, la vila murada, en el Cadastre napoleònic del 1812 (Arxius Departamentals dels Pirineus Orientals, ADPO)

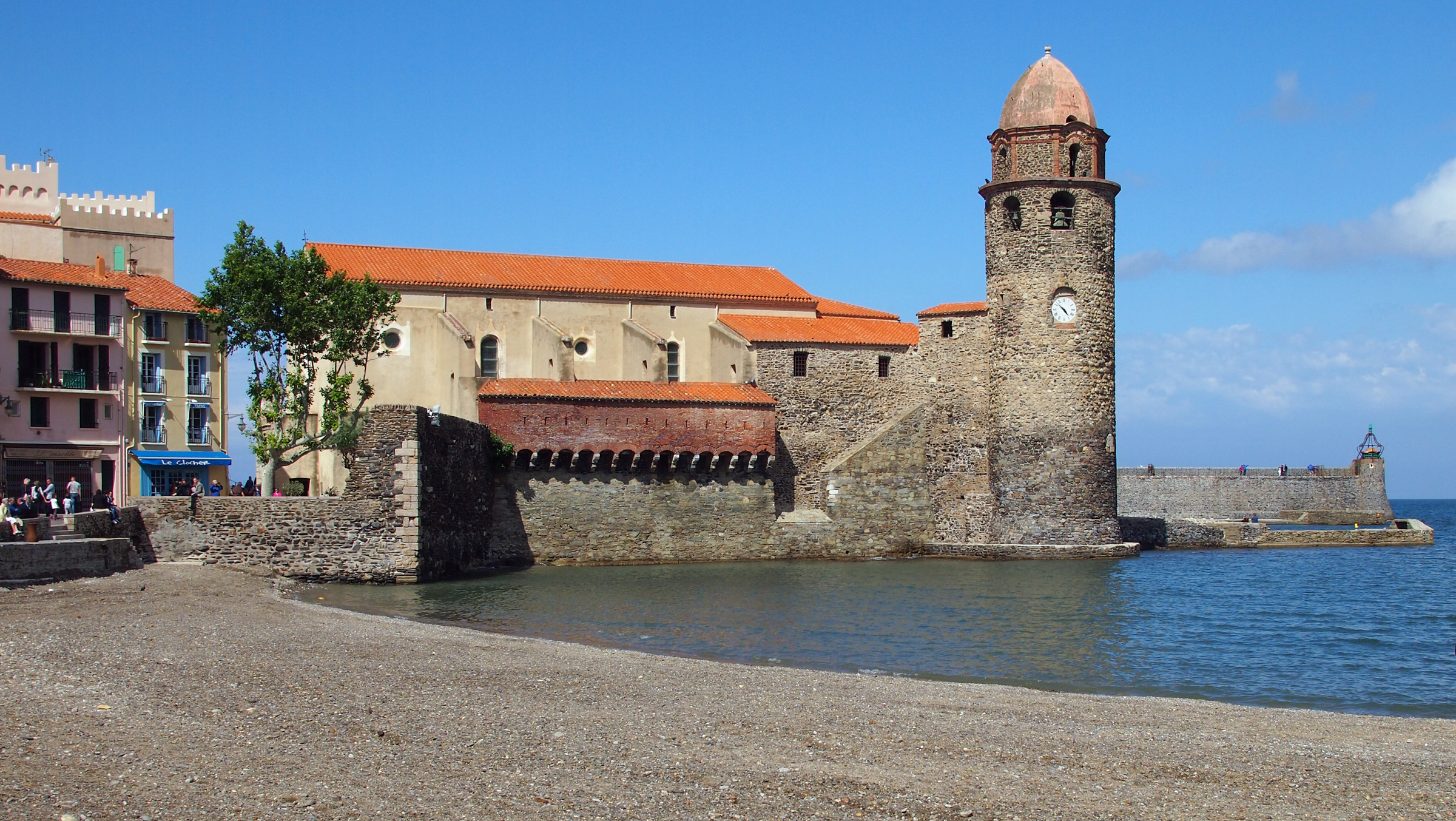
Santa Maria dels Àngels de Cotlliure

Desapareguda la primitiva Vila vella de Cotlliure amb l'ampliació de les fortificacions del Castell Reial dutes a terme per Vauban, passà a anomenar-se Vila vella l'antic barri de pescadors i mariners situat entre la riba esquerra del Duí i l'església de Santa Maria dels Àngels de Cotlliure, feta construir també per Vauban. Havia estat murallada, i conserva tres antics portals —dos dels quals de cara a mar i un de tercer, encarat a muntanya, que ha quedat modernament dins del nucli urbà—, a més de la torre de la muralla, convertida en campanar de l'església parroquial. És el que s'anomena Port o Platja d'Amunt.

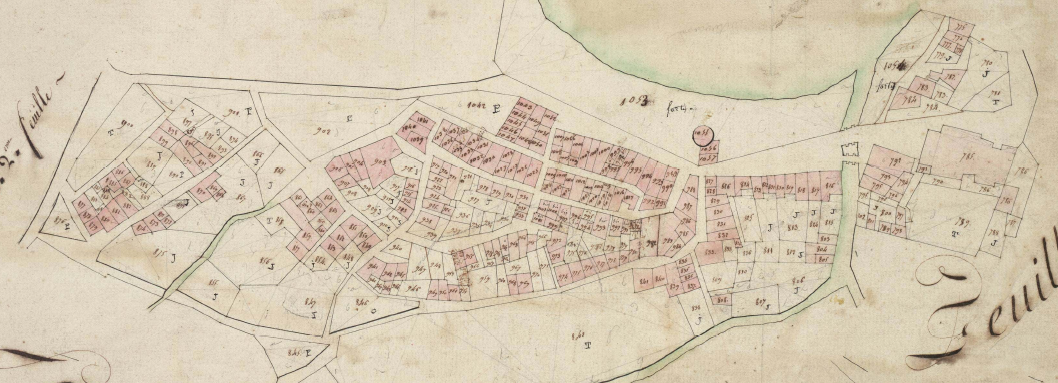
El Raval, o Port o Platja d'Avall, en el Cadastre napoleònic del 1812 (ADPO).

Conserva racons antics, com la plaça de la Meria i el carrer porxat de Sant Vicenç. A l'extrem nord-est de la Vila vella actual, a l'antic illot de Sant Vicenç, es dreça la capella barroca de Sant Vicenç de Cotlliure. Dins de la Vila vella, erigida en un balcó damunt d'un portal de l'antiga muralla, al capdamunt del carrer de Sant Vicenç, es troba la capella de la Mare de Déu del Bon Succés. Al nord de la Vila vella es va formar el barri del Morer, que tenia ran de mar l'església, ara desapareguda, de Sant Sebastià del Morer, o de la Punta.

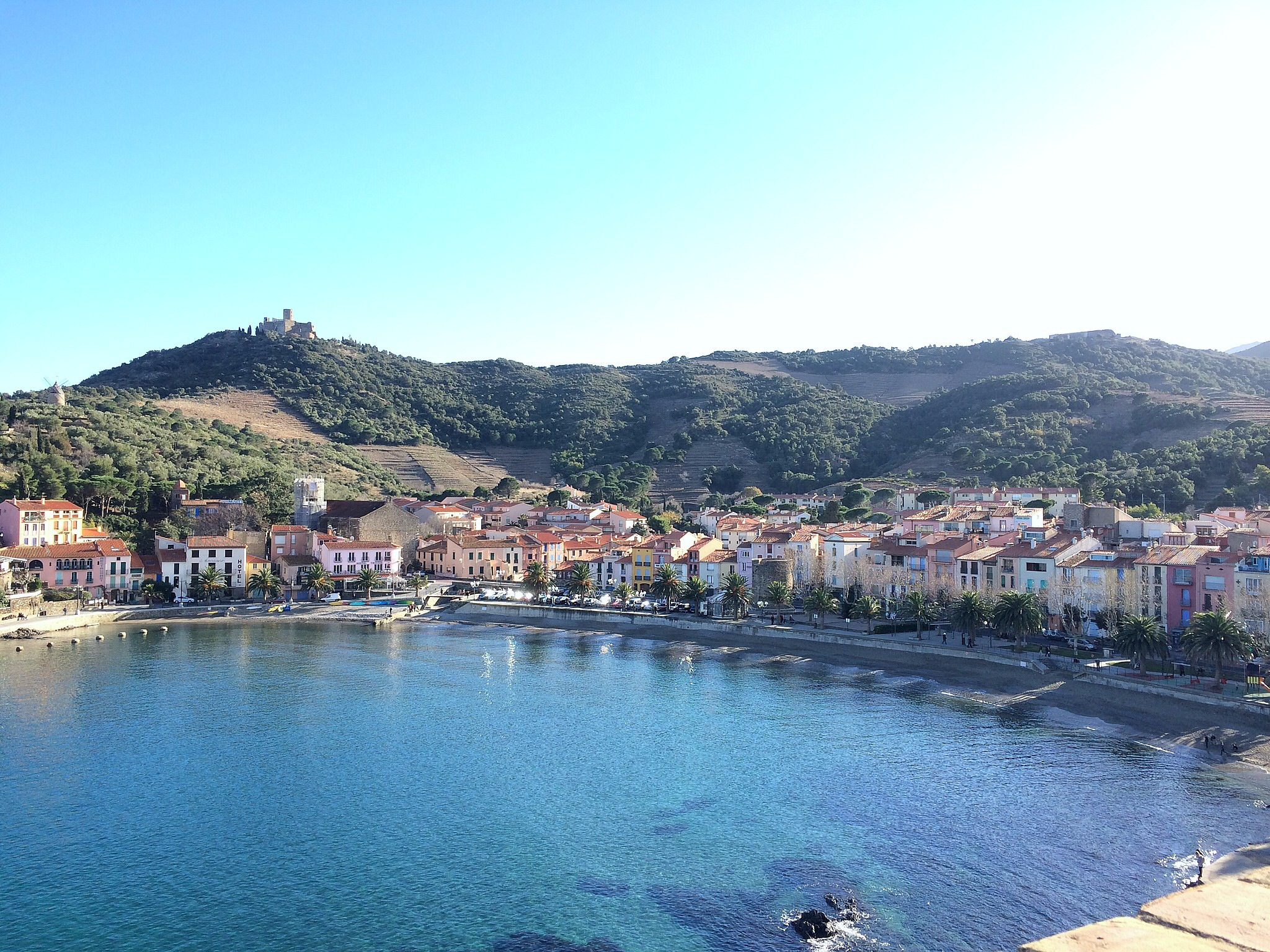
El Raval i el Port d'Avall

A la zona central de la vila, a prop i a ponent del Castell Reial, hi ha el Cementiri vell, amb les tombes antigues del poble, entre les quals les d'Antonio Machado i la seva mare i la de Patrick O'Brian. El creixement de la vila ha fet que el vell cementiri quedés insuficient, i s'ha construït el Cementiri Nou més a ponent, ran del nou traçat de la carretera D - 914, a la zona de la Creueta. A la part més elevada d'aquesta zona de la vila hi ha l'important temple protestant de l'Església Luterana i Reformada, un dels més rellevants del Rosselló i reconegut per la seva arquitectura.

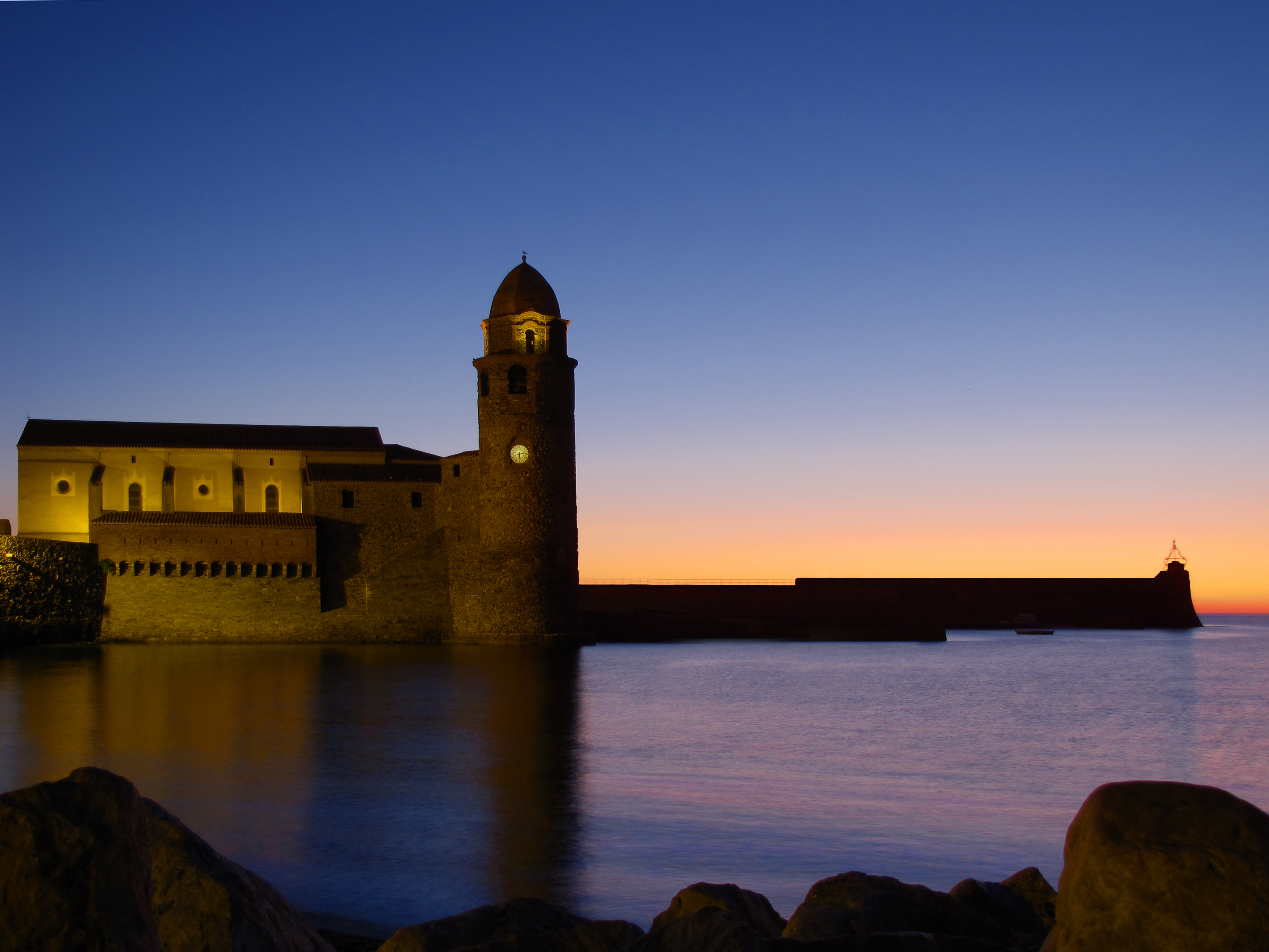
L'església parroquial i el Port d'Amunt, al capvespre.

La vila de Cotlliure s'estén en forma de semicercle a l'entorn del seu port. Si la vila vella, acabada de descriure, en forma el braç nord-oest, el Raval en forma l'altra meitat, la meridional i sud-est. Enmig de les dues, aturonat, el Castell Reial de Cotlliure. El Raval, antigament fora muralles, conforma el Port o Platja d'Avall, i és presidit per una torre medieval que servia de far i havia servit de duana. Als seus peus s'estén l'àmplia platja de Cotlliure.

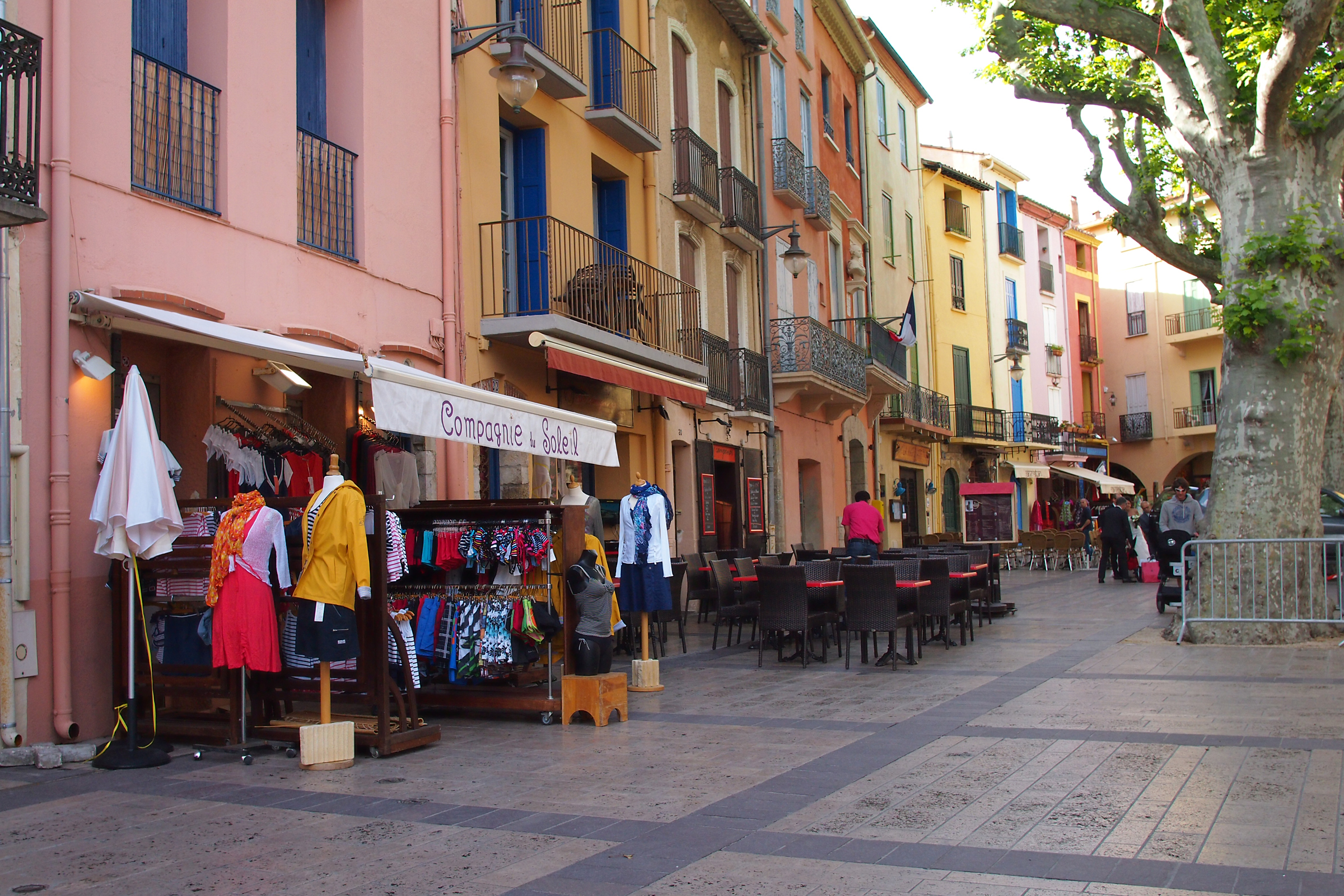
Un carrer de la Vila vella de Cotlliure actual

El traçat dels carrers del Raval és, també, clarament medieval. A l'extrem de llevant d'aquest nucli hi ha l'antic convent de Sant Domingo, erigit el 1290 i amb vida comunitària fins al 1791. És un bell edifici sobretot dels segles xiii i xiv; actualment hi ha el Museu dels Dominicans. Al seu entorn va néixer el barri conegut amb el mateix nom (els Dominicans) i, a ran de mar, el barri de Voramar, del quan pren el nom el passeig allí existent. D'altres barris que hi ha des de la primera expansió de la vila són els del Botiguer, del Crist, de la Janota i el del Morer, ja esmentat anteriorment.
Modernament, Cotlliure s'ha estès, sobretot muntanya amunt cap al sud-oest —únic sector on pot créixer— a partir d'urbanitzacions modernes, com el Balcó, la Valeta, Petit Consolació i la Residència d'Ambella. Dins d'aquestes zones de creixement, a l'extrem nord-est del terme, damunt i a ponent de l'Ansa dels Reguers, s'ha construït un modern centre de rehabilitació heliomarí (oficialment, Centre de reeducació funcional Mar Aire Sol).

### La Valeta

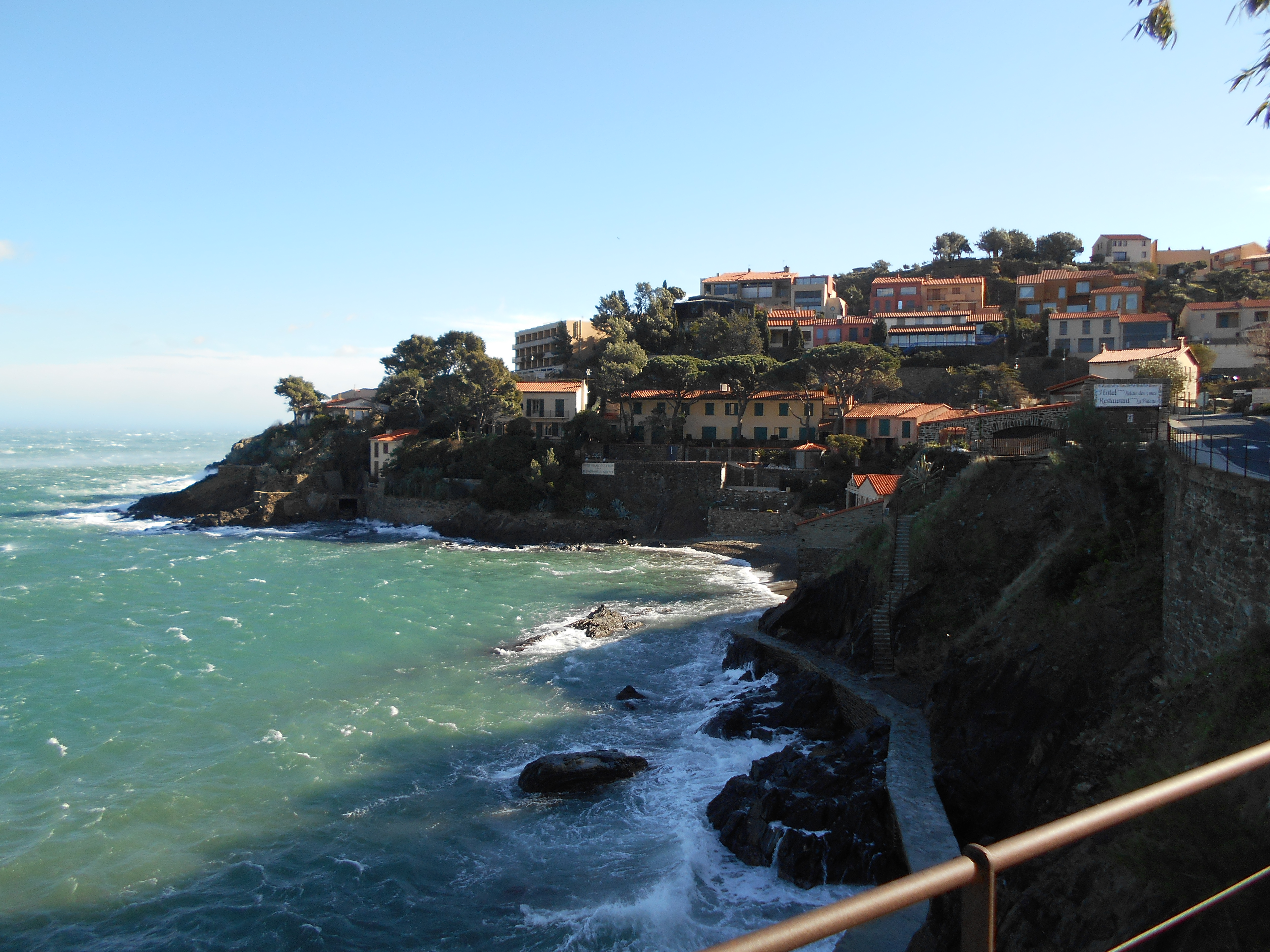
L'Ansa i el nucli de la Valeta

La Valeta és un dels sectors que constitueixen actualment el nucli urbà de la vila de Cotlliure. És al sud-est del gruix de la vila, al peu i damunt de la carretera que ressegueix la línia de la costa en direcció a Portvendres. Està format per un conjunt de vil·les, habitualment envoltades de jardins, que formen un nucli dispers, poc cohesionat. És terra endins, sud-est, de l'Ansa de la Valeta.

### El Rimbau
El Rimbau és un antic veïnat rural que està situat al límit oest del terme, en el marge dret del Torrent Ravener i al límit amb el terme d'Argelers de la Marenda. Prop seu hi ha el dolmen de la Cova de l'Alarb, força ben conservat.

### La capella de Sant Vicenç

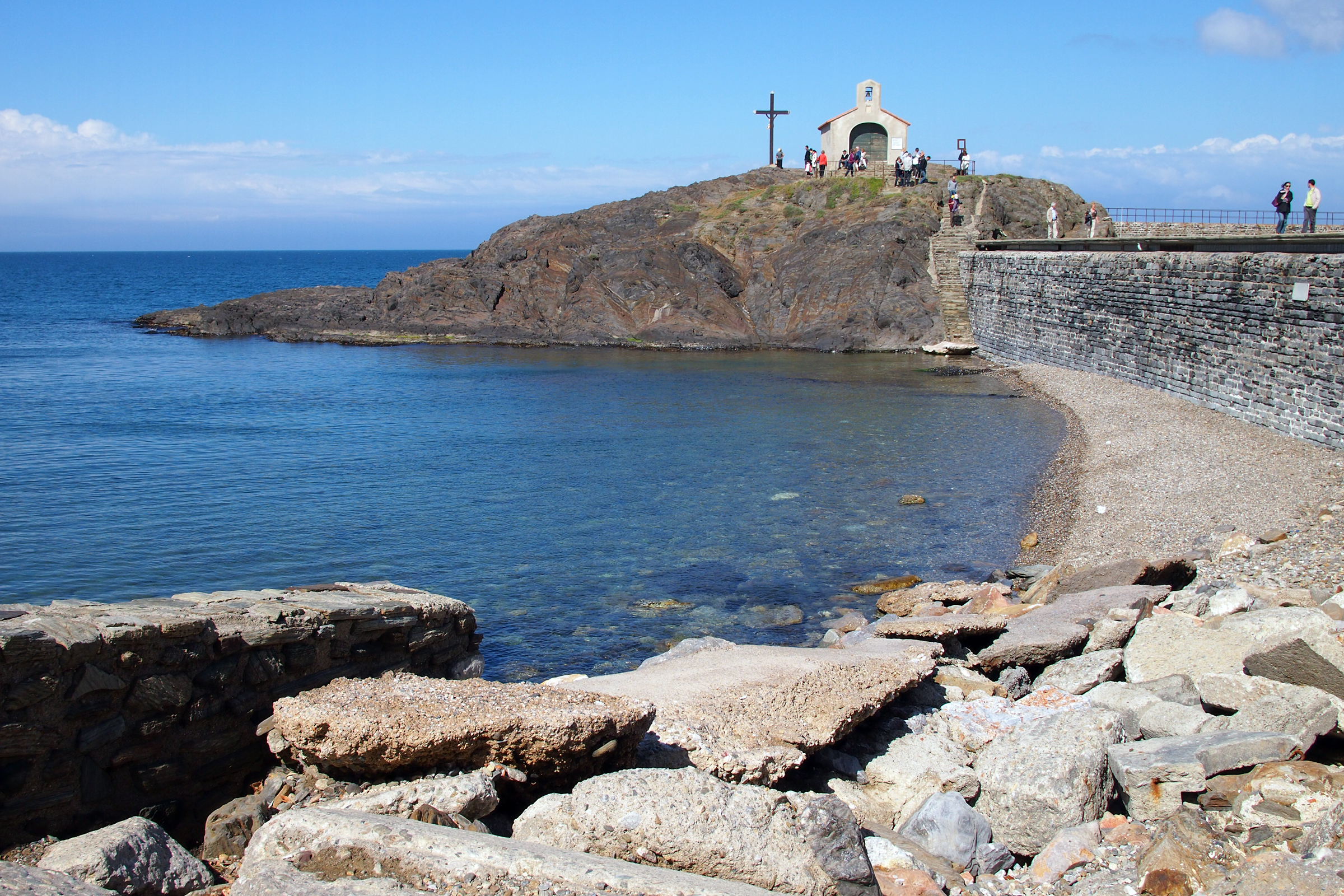
La capella de sant Vicenç

La capella de Sant Vicenç de Cotlliure, del segle xviii, està situada a ran de mar, al nord-est de la Vila vella i al nord de l'església parroquial de Santa Maria dels Àngels.

### Les fortificacions militars de Cotlliure
La situació estratègica de Cotlliure ha fet que el seu paisatge s'ompli de fortificacions militars d'èpoques molt diverses: des de les romanes, com els basaments de la Torre de Madaloc, fins a bateries d'artilleria de les guerres del segle xx, com les Bateries, a prop de l'extrem nord-est del terme, quasi termenals amb Portvendres. Les més importants es detallen a continuació.

#### El Castell Reial de Cotlliure

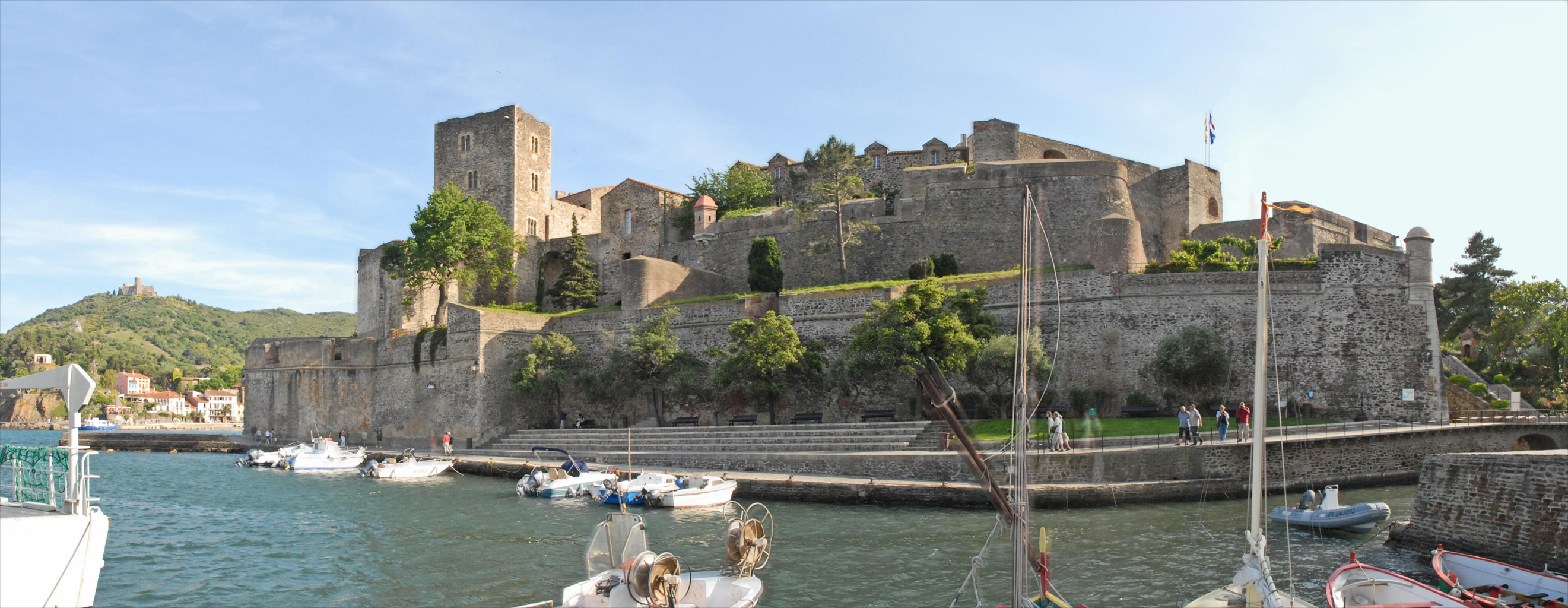
El Castell Reial de Cotlliure

D'origen medieval, el Castell Reial de Cotlliure fou molt modificat per Vauban, a les darreries del segle xvii, qui el convertí en un castell modern, per l'època, dins de l'estil que imposà aquell gran enginyer militar francès. Per construir els glacis de ponent, arrasà la Vila vella de Cotlliure, església inclosa. Algunes restes d'aquella vila vella romanen a l'interior del castell actual. Està situat, aturonat, enmig dels dos nuclis en què es divideix Cotlliure —l'actual Vila vella i el Raval—, de tal manera que domina els dos nuclis i tot el port.

#### El Castell d'Orla
Castell desaparegut, situat a prop del Castell Reial de Cotlliure, que fou donat el 1190 per Berenguer d'Orla a l'Orde del Temple i fou centre de la comanda templera, després del 1312 hospitalera, de Cotlliure, o d'Orla. En depenien Bonpàs, Orla, prop de Perpinyà, i Cosprons. La capella de Santa Maria del Castell dels Templers és l'únic element que n'ha perdurat.

#### El Fort Mirador
El Fort Mirador està situat al damunt mateix al nord-oest de l'actual Vila vella de Cotlliure. És una altra de les fortificacions construïdes a l'Edat Moderna com a defensa septentrional de la vila i castell de Cotlliure. Fou construït reemplaçant el Fort de Santa Teresa, el qual, pel seu costat, havia substituït la torre medieval de Puig Musart.

#### El Fort Carrat i el Fort Rodon, o Torre de l'Estrella

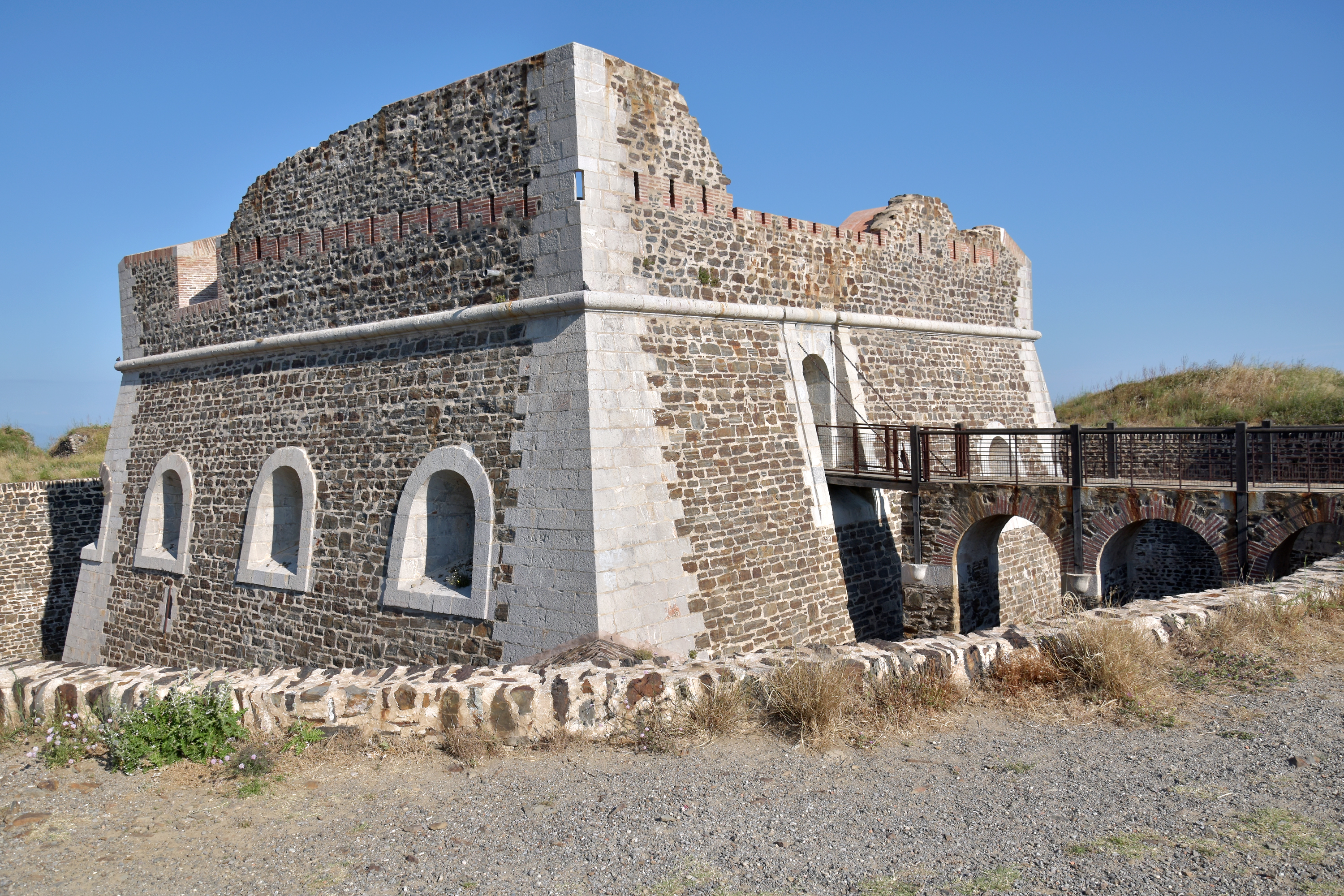
El Fort Carrat

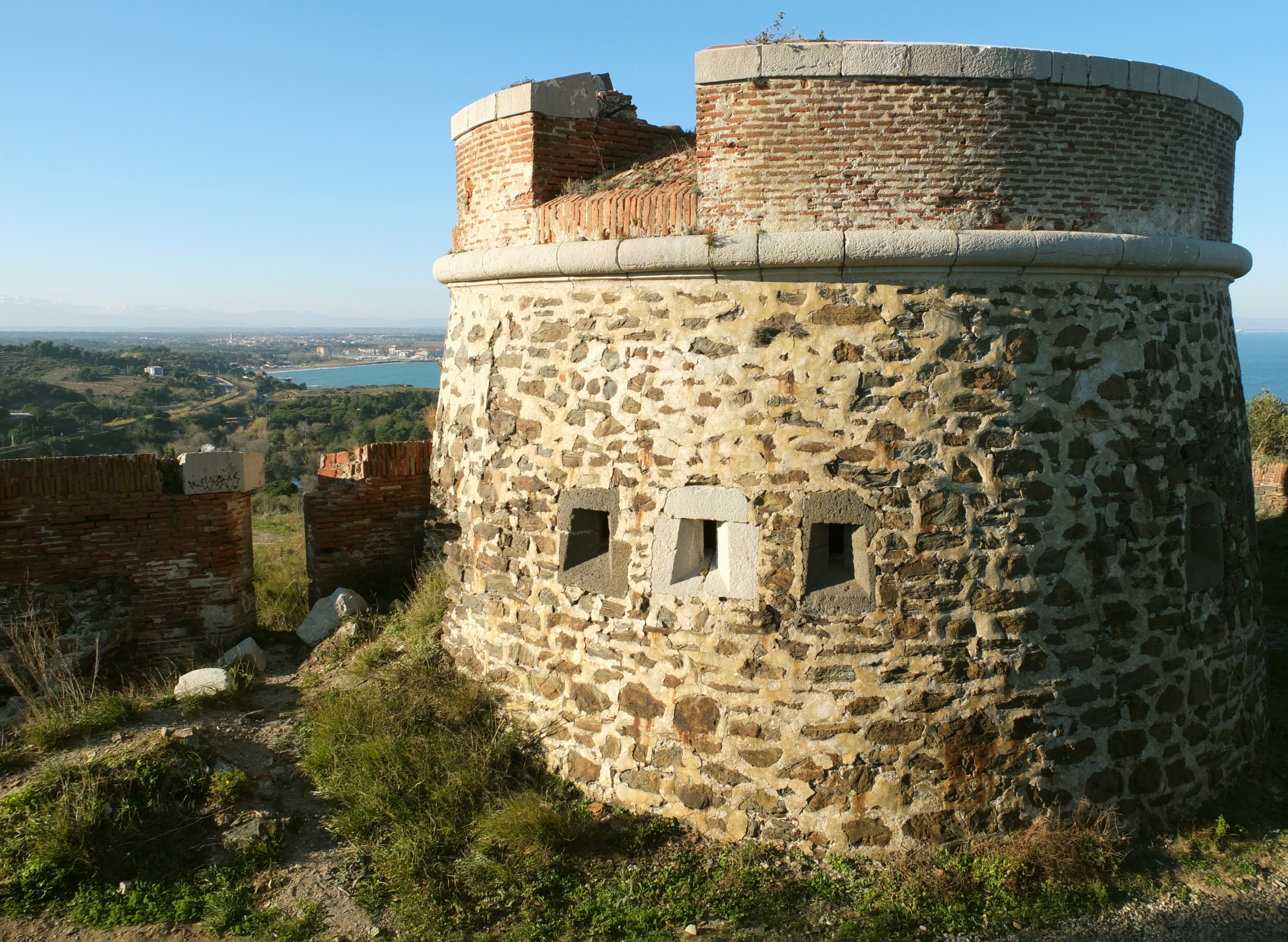
El Fort Rodon, o Torre de l'Estrella

Els forts Carrat i Rodon, o Torre de l'Estrella, són dos elements d'un mateix baluard situat al nord-oest de la vila de Cotlliure, a prop i al nord-oest del Fort Mirador. Forma part del conjunt de fortificacions construïdes en època moderna per tal de defensar la vila de Cotlliure, el seu Castell Reial i el seu port.
Forma part del sistema defensiu del Fort del Mirador.

#### El Fort o Castell de Sant Elm

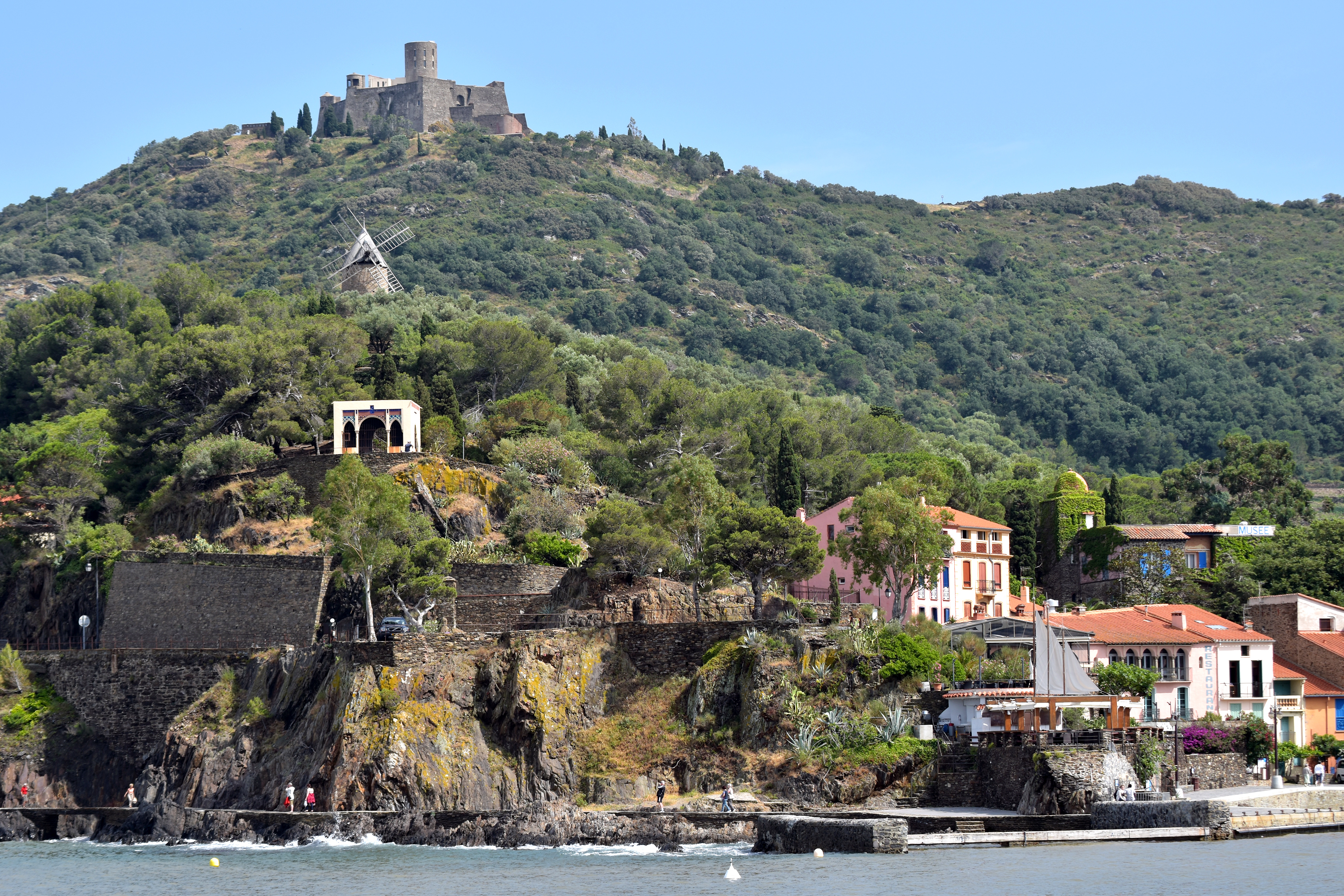
Fort de Sant Elm

Dominant la vila de Cotlliure enlairada al sud de la població, dalt d'un turó, es troba el Fort o Castell de Sant Elm. Al centre del fort es troba la Torre de la Guàrdia, torre medieval, rodona, de l'estil de les torres de Madaloc o de la Maçana, al voltant de la qual, conservant-la, es va construir el fort, a la segona meitat del segle xvi, en temps de Felip II de Castella.

#### El FortDugommier
El Fort Dugommier està situat en un turó a prop al sud-oest del Fort de Sant Elm. Molt més petit, actualment és en runes. Fou construït entre 1848 i 1851.

#### El Far de Cotlliure
L'antic far de Cotlliure és una antiga torre de les muralles de defensa de la vila que amb la construcció de la nova església parroquial de Santa Maria dels Àngels, en substitució de l'antiga parroquial enderrocada el segle xvii, esdevingué campanar del temple parroquial, sense abandonar en un principi la seva funció de far. Està situat a l'extrem de llevant del Port d'Amunt, a l'angle sud-est de l'església.

#### La Torreta
A prop al nord-oest de Vil·la Navarro, en el sector igualment nord-oest de la perifèria de Cotlliure, es troba la Torreta, torre rodona d'origen medieval.

#### Casernes i Bateria de Tallaferro
Les casernes i bateria de Tallaferro estan situades en el sector meridional del terme, a 484 m d'altitud. Les casernes són a llevant de la bateria, però ja dins de l'actual terme de Portvendres.

#### Les Bateries
Estan situades ran de la costa, a l'estrem nord-est del terme comunal, prop del límit amb Portvendres. Es tracta d'antigues instal·lacions d'artilleria alemanyes de la Segona Guerra Mundial, construïdes com a protecció oriental del castell i vila de Cotlliure.

#### Torres desaparegudes del terme de Cotlliure
La construcció de les fortificacions militars d'època moderna comportà la desaparició de diverses torres de guaita medievals situades en els entorns immediats de la vila. Entre les documentades destaquen la torre de l'Estela; era al lloc on ara hi ha el Fort Rodon, que també es coneix com a Torre de l'Estela; la de Puig Musart, que era on després s'alçà el Fort de Santa Teresa; i, encara després, el Fort Mirador, i la de la Colomina. No en queda res, de cap d'elles.

### La Torre de Madaloc, o del Diable
La Torre de Madaloc, o del Diable, està situada dins del terme de Cotlliure, però a tocar del de Portvendres i molt a prop del de Banyuls de la Marenda. La Torre Madaloc és un clar referent paisatgístic en tot el Rosselló sud-est, així com a tota la Costa Vermella. Des d'aquesta torre hi ha, igualment, una magnífica vista sobre tota la regió. Sembla d'origen romà, i està més ben conservada i accessible que la Torre de la Maçana, un altre punt de referència en el paisatge dels entorns.

### La Mare de Déu de la Consolació
Situat a la zona muntanyosa del terme, el santuari de la Consolació és a la capçalera del Duí, en un dels pocs sectors boscosos del terme de Cotlliure. Es tracta d'un santuari del segle xvii, amb un petit claustre. Se'n té notícia des del segle xiii, moment en què apareix com a lloc de vida eremítica. Té molt a prop seu, al costat de ponent, l'oratori de Santa Anna; i, a una certa distància, al nord, el de Santa Teresa. A no gaire distància hi ha, també, el de Sant Jaume.

### Els masos del terme
El terme de Cotlliure, antigament molt ric en població dispersa, presenta avui dia molts masos abandonats i en ruïnes. En part, la causa del despoblament fou en el seu moment la conversió en militar de les zones més estratègiques del terme. Entre els masos ja inexistents com a llocs d'habitatge i treball de la terra es poden trobar el Mas de la Calona; el Mas de la Serra, o de les Serres; el Mas d'en Manai, abans Mas d'en Bazetja; el Mas d'en Penya, o d'en Peirer; el Mas Nou i el Molí Romput, o Molí de la Rompuda. Entre els que encara serveixen d'habitació, tot l'any o estacionalment, hi ha el Casot d'en Frère; el Colombreu, o Mas del Roc del Colombreu; el Mas d'en Colomines; el Mas de l'Oli; el Mas d'Oms; el Mas del Piló; el Mas d'en Rabat, o d'en Pruneu; el Mas Ferran; el Mas Iglésies; el Mas Trencat —abans Mas d'en Galí i, encara anteriorment, Mas d'en Bouer—; i la Vil·la Navarro. També hi havia el Mas d'en Rimbau, ara ja desaparegut.

### La costa
La costa del terme de Cotlliure és molt trencada i articulada, com tota la Costa Vermella. Comença, al nord, a la meitat oriental de la Platja de l'Olla (la meitat occidental pertany a Argelers), a la desembocadura del Torrent Ravener. En direcció a llevant, derivant cap al sud-est, es troba el massís on hi ha el Fort Carrat i el Fort Rodon, a més del Fort del Mirador, a l'extrem sud-est, aquest darrer ja damunt de la vila de Cotlliure. A continuació, sempre cap al sud-est, es troba la Platja de Sant Vicenç, el port de Cotlliure, dominat per la vila i el Castell Reial. La costa remunta cap al nord-est, per l'Ansa de la Valeta, i forma un altre petit cap, abans de tornar al sud-est i formar l'Ansa dels Reguers, que queda tancada, altre cop al nord-est, per la Punta dels Reguers, amb les antigues bateries d'artilleria. Tot seguit, altre cop cap al sud-est, s'obre la Platja de l'Oli, que és termenal amb Portvendres: una mica menys de la meitat pertany a Cotlliure i la resta, a Portvendres.
De nord-oest a sud-est, els topònims de la costa de Cotlliure són els següents: la Platja de l'Olla, el Forat del Congre, les Seques de l'Olla, la Font d'en Bertran, el Salt d'en Galdric, la Punta del Soldat, el Ferro del Cabrit, la Mulada, La Seca d'en Terrer, la Baixada de la Mulada, la Carranca, l'Home, la Rocassa, la Miranda, la Punta de Sant Vicenç, la Capella de Sant Vicenç, la Bassa de Sang, la Platja de Sant Vicenç, el Voramar, el Port d'Amunt, el Rastell, el Port d'Avall, Girada Pams, l'Ansa de la Valeta, el Piló, el Salt de la Dona Prenys, la Taula dels Capellans, la Punta del Mig, la Punta d'en Jordà, la Seca Llarga, el Tallant, l'Ansa dels Reguers, la Seca Musclera, la Punta dels Reguers, la Punta d'en Bous i la Platja de l'Oli. També cal destacar els alts fons de la Roca de Sant Andreu, la Roca Tavac, la Roca Travessera, o el Cossol, el Taiter del Nord i el Taiter del Sud.

### El relleu
És un terme molt trencat, ja que forma la cua oriental de la Serra de l'Albera, que al contacte amb la mar forma la Costa Vermella. L'alçada més eminent és el Pic de Tallaferro, també anomenat Pic de Madaloc perquè conté la Torre de Madaloc en el seu vessant nord-oest, visible des de molt quilòmetres a la rodona, i el Balcó de Madaloc en el vessant sud-oest. Fa 655 m alt, i s'hi troben els termes de Cotlliure, Banyuls i Portvendres. Més al nord hi ha el Coll de Tallaferro, de 463 m alt, encara més al nord les Casernes de Tallaferro, a 484 m alt, des d'on el terme va davallant cap al nord-est i est, fins a arribar al Coll de Molló, de 231 m alt. Al nord de la línia termenal hi ha el Puig de les Daines, de 332 m alt, però el límit comunal davalla cap a llevant per anar a buscar el Duí i després el Còrrec de la Vall, fins que a les envistes de Portvendres, ressegueix el vessant oriental del turó on hi ha el Fort de Sant Elm i baixa, ran del nucli de Portvendres, cap a la Platja de l'Oli.
En sentit oposat, des del Pic de Tallaferro, el termenal baixa cap al sud-oest, en direcció al Coll de Formigó, després al Coll de Vallauria, que és el lloc més meridional del terme i és termenal amb Banyuls i Argelers, i emprèn la direcció nord-oest, per anar a buscar el fons de la vall del Torrent Ravener, deixant a llevant, dins del terme de Cotlliure, tots els vessants occidentals de la carena que davalla del Pic de Tallaferro. El termenal segueix aquest torrent ja fins a mar.
La zona muntanyosa del terme de Cotlliure és molt pelada, llevant de petits sectors amb zones boscoses. Ha estat tradicionalment un paratge on els incendis forestals han estat cíclicament presents, cosa que ha devastat els antics boscos d'alzines sureres, l'explotació de les quals donava pas a una petita explotació industrial, ara quasi inexistent.
Diversos dels topònims cotlliurencs indiquen espais de relleu concrets. Així, s'hi troben algunes obagues, aquí denominades bacs: el Bac de les Collades, el Bac d'en Gabís i el Bac de Pedres Blanques. També collades: la Collada d'en Gabís, la Collada d'en Jaumet, la Collada d'en Perpinyana, el Coll de o del Formigó, el Coll de l'Arqueta, el Coll de la Serra, el Coll del Castrat, el Coll de les Serres, el Coll de Mala Cara (a Cosprons), el Coll de Molló, el Coll d'en Raixat, el Coll de Tallaferro, el Coll de Vallàuria, el Forat o Coll d'en Calbó i el Pas de les Lleteres. Comes: Coma de Laret, Coma de Tallaferro, o de la Guilla, Coma Sadolla i Coma Xerric. Plans i planes: el Pla de les Eres, el Pla de les Forques, el Pla Llarg, el Planer dels Horts. Puigs i altres elevacions: Puig d'Ambella, Puig d'en Bernadí, Puig de les Daines, Puig de les Qüestions, Puig Musart, on hi havia la Torre de Puig Musart, Puig Orfila, Puig Oriol. Serres: la Serra, Serra de Coll de Molló, Serra de Consolació, Serra de Formigó, Serra de la Torre de Madaloc, Serra del Puig de les Daines, Serra de Tallaferro, Serra o Serrat de Vallàuria, Serrat Llarg i Serres de les Pamparugues. Solanes, aquí denominades solà: Solà de la Bolanguera, Solà de la Portuguesa, Solà del Camp Llarg, Solà de les Abelles, Solà de l'Euga Blanca, Solà del Prat Llarg, Solà de Mala Cara, Solà d'en Proter, o d'en Guisset i Solana d'Ambella.

### Els cursos d'aigua
Articulen el terme de Cotlliure bàsicament tres cursos d'aigua amb les seves valls, tot i que el central és l'únic que no afecta altres termes veïns. Més a orient, el Còrrec de la Vall de Pintes, en la qual la meitat nord-est és ja en terme de Portvendres. Al centre - nord-est, la vall del Duí, o Ribera del Duí, és íntegrament cotlliurenca; i, a ponent, hi ha la vall del Ravaner, tot el marge dret de la qual pertany a Cotlliure i l'esquerre, íntegre, a Argelers de la Marenda.
El Còrrec de la Vall de Pintes té com a còrrecs que hi concorren el Còrrec de Mala Cara, com a principal i únic destacat, a més dels secundaris Còrrec de la Font d'en Rufaca, Còrrec del Mas Ferran i Còrrec del Solà de Mala Cara. La vall del Ravaner, només la part oriental de la qual és de Cotlliure, té el Còrrec de Vallàuria, el de Coma de Laret (o de la Serra), el de la Collada d'en Jaumet, el de la Costa d'en Peixeta, el de la Jaça o Jaceta d'en Pi, el de Pedres Blanques (o del Clot de Pedres Blanques), el de Palleret, el del Coll d'en Calbó, el de l'Abellar, el de Caps Dorats, el del Coll de l'Arqueta, el de la Font de l'Arqueta, el de la Font d'en Rotllan, el de la Font d'en Surer, el de la Portuguesa (o del Clot de la Portuguesa), el de la Quirola, el de la Font de les Alones, el del Mas d'en Rimbau, el del Puig d'en Bernardí, el del Serrat Llarg, el del Puig d'Ambella i el de Puig Oriol,
La Ribera del Duí conté els torrents del Clot de la Bolangera, de la Font dels Carboners, de l'Artiga, de les Cledes, de les Empeltades, del Serrat Llarg i dels Romaguers, i els còrrecs de Coma Xerric, de Consolació, el de la Coma de Tallaferro (o de la Guilla), el de la Creu de la Força, el de la Creueta, el de la Font de Sant Elm, el de Sant Elm, el de la Galera, el de la Serra, el d'en Conte, el de la Sureda de la Pàtria, el de les Costes, el del Camí de Santa Teresa, el del Casot d'en Frere, el del Coll de Molló, el del Duí, el del Fornàs, el del Petit Consolació, el del Puig de les Daines i el dels Olius d'en Però.

### Les fonts
Nombroses són les fonts cotlliurenques; entre les quals es troben la Font Blava (de captació), la Font de Consolació, la de la Barraqueta, la de l'Arqueta, la del Clot de la Bolangera, la de les Alones, o dels Aloners, la de les Portugueses, la del Ferblanquer, la del Mas d'en Penya, la del Roc Foradat, la dels Emprius (dues de diferents), la dels Pastors, la del Turco, la de l'Ullal, la d'en Bertran, la d'en Cent Sardines, la d'en Galdric, o d'en Galdric Germà, la d'en Jan, o d'en Janet d'Antoni, la d'en Manai, la d'en Rimbau, la d'en Rotllan, la d'en Rufaca, la d'en Surer, o d'en Sorra, la de Sant Elm i la de Tallaferro.

### El terme comunal
El terme de Cotlliure conserva un bon nombre de topònims encara en ús, que designen indrets concrets o partides agrícoles i cadastrals. Entre aquests topònims es troben l'Abellar, els Arbres Blancs, les Arenes, l'Artiga, les Bateries, el Botàs, el Botiguer, el Camí de la Creueta, el Camí de les Costes, el Camí de l'Olla, el Camí de Puig Oriol, el Camí de Puig Pelat, el Camí de Santa Teresa (els darrers no designen el camí en si, sinó l'espai del seu entorn), el Camp Llarg, la Capella, Caps Dorats, la Carrera, la Castanyeda del Biçó, la Colomina, o Torre de la Colomina, Consolació, Còrrec d'en Baus, les Costes, la Creu Blanca, la Creu de la Força, la Creueta, la Dasca, el Duí, les Empeltades, Els Emprius, el Falguerar, o les Falgueres, la Feixa Llarga, la Font de les Alones, la Font d'en Bertran, la Font d'en Rotllan, la Font d'en Surer (també indiquen les terres dels entorns, no la font mateixa), el Forat o Coll d'en Calbó (els seus entorns); el Fornàs, les Forques, Fort Dugommier (els seus entorns), la Fuente, la Galera, l'Hort de Mala Cara, els Horts, la Jaça d'en Pi, els Jaçals dels Emprius, el Mas d'en Penya, el Mas d'en Rimbau, el Mas Nou (igualment, els seus entorns), la Miranda, els Olius d'en Però, l'Olla, el Palleret, Pedres Blanques, la Portuguesa, Pradells, abans Pedrells, la Quirola, el Rastell, el Ravaner, la Resclosa, el Roc del Colombreu, el Roc Formigó, Sant Elm, la Sureda de la Pàtria, la Torre de Madaloc i la Vall de Pintes. Alguns dels topònims indiquen senyals mariners: la Bassa de Sang, la Carranca, el Ferro del Cabrit, el Forat del Congre, l'Home, el Piló, el Salt de la Dona Prenys, el Salt d'en Galdric, el Tallant i la Taula dels Capellans.

#### El Cadastre napoleònic
En el Cadastre napoleònic del 1812, Cotlliure apareix dividit en tres seccions: la de la Vila, la de Consolació i la de Portvendres. En els mapes, encara hi surt descrita la part de Portvendres, que havia de formar una comuna a part l'any 1823, onze anys després d'haver-se dut a terme el cadastre napoleònic, tot i amb posterioritat es va traçar damunt del mapa el nou límit comunal. És interessant d'observar que el Cotlliure vell hi apareix marcat com a Vila de Cotlliure, tota la part de poble al nord-est del Castell Reial de Cotlliure (que apareix assenyalat com a fortificació, simplement), mentre que la part sud, hi és titllat de Faubourg. A la secció de la Vila, les partides esmentades són el Ravaner, Caps Dorats, la Quirola, Pedrells, l'Abellar, la Creueta, Puig Oriol, el Coll d'en Calbó, el Coll de l'Arqueta, la Foente, l'Olla, amb una petita edificació rural, la Fortificació de l'Estrella, les Forques, la Creu de la Serra, el Puig d'Ambella, la Creueta i el Duí. En un tros de territori a l'oest i sud-oest de la vila, en unes partides sense nom en el mapa, apareix un bon nombre de construccions disperses, que corresponen a sectors que actualment formen part del nucli urbà, en el sector per on passa actualment la línia del ferrocarril.
A la secció de la Consolació, s'hi troben la continuïtat del Duí, la Galera, el Puig de les Daines, el Coll de Molló, la Portuguesa, Consolació amb una ermita i una edificació propera, el Mas d'en Rimbaut, amb aquest mas i un parell d'edificacions rurals més, a més del Mas de la Serra, al capdavall de la partida. També hi ha les partides del Mas d'en Penya, amb el mas d'aquest nom, la Coma de Laret, Pedres Blanques, la Jaça d'en Pi, lo Falguerar, la Collada d'en Jaumet, la Font d'en Surer i el Serrat de Vallauri. La secció de Portvendres conté el Mas d'en Frere a prop de la vila, Coma Xerric, el Còrrec d'en Baus, la Vall de Pintes, l'Hort de Mala Cara. En aquesta secció hi ha un plànol molt detallat del sector de Cotlliure anomenat faubourg, amb el convent dels dominicans i les cases del sector de la platja meridional de Cotlliure.

## Comunicacions

### Vies de comunicació antigues
A l'època medieval hi havia a Cotlliure una via que comunicava el Rosselló amb l'Empordà pel Coll de Banyuls. Remuntava la vall del Rabaner, passant per Rimbau, Torreneules i el Coll de Vallàuria. La seva existència en època preromana i romana està provada.

### Carreteres
Travessen el terme de Cotlliure tres carreteres, dues de les quals (la D - 114 i la D - 914) són dos traçats diferents de la mateixa carretera.
La D - 114 (ara, D - 914, a Argelers de la Marenda, i D - 914, a Portvendres) és l'antic traçat que correspon a l'actual D - 914, entre Argelers de la Marenda, Cotlliure i Portvendres.
La D - 914 (D - 900 a Perpinyà, a les Arcades - Coll dels Belitres, a Cervera de la Marenda), que té format d'autovia entre Perpinyà i Cotlliure. Cotlliure dista 2 quilòmetres de Portvendres, 9 quilòmetres de Banyuls de la Marenda, 18 de Cervera de la Marenda, 7 d'Argelers de la Marenda i 28 de Perpinyà.
Finalment, la D - 86 (D - 914, a Cotlliure - Banyuls de la Marenda), que és una carretera de muntanya amb un traçat molt sinuós, que relliga Cotlliure amb Banyuls de la Marenda per l'interior, passant per diversos colls de muntanya, però sense travessar cap poble.

### Ferrocarril
Cotlliure té estació de ferrocarril, dins de la línia de Narbona a Portbou.

### Transport col·lectiu públic
La línia 400 del servei de Le bus à 1 € fa el recorregut de Perpinyà a Cervera de la Marenda, passant per Elna, Argelers de la Marenda, Cotlliure, Portvendres, Banyuls de la Marenda i Cervera de la Marenda. Des de Cotlliure hi ha tres quarts d'hora fins a Perpinyà, 35 minuts fins a Elna, 20 minuts fins a Argelers Platja (no tots els cotxes hi passen), un quart d'hora fins a Argelers de la Marenda, 10 minuts a Portvendres, un quart d'hora a Banyuls de la Marenda i 55 minuts a Cervera de la Marenda. Hi ha fins a 12 serveis diaris, però ofereixen diferents variants d'itinerari: pas, o no, per Argelers Platja, final de trajecte a Portvendres, Banyuls o Cervera, etcètera. Circula de dilluns a dissabte, però el diumenge manté un servei fins a Banyuls de la Marenda, al matí a dos quarts de 9, i un de retorn cap a Perpinyà poc després de les 5 de la tarda. A Argelers enllaça amb les línies 412 i 413.

### Els camins del terme
Pel fet de tractar-se el terme de Cotlliure amb pràcticament un únic pas franc, el de la costa, la majoria de camins del terme són interiors, d'enllaç entre diferents llocs del terme comunal. Així, s'hi troben el Balcó de Madaloc, el Camí de Cap Dorats, el Camí de Consolació, el de Consolació a la Serra, el de la Creueta, el de la Galera, el de l'Abellar, el de l'Aigua, el del Coll de Mala Cara (abans, Camí de Cosprons), el del Coll de Molló, el de les Vinyes, el de les Voltes, el del Mas Cristina, o del Pas de les Lleteres, el del Mas d'en Vergers (nom ara en desús), el de l'Olla, el del Puig de les Daines, el de Puig Oriol, el de Puig Pelat, el de Santa Teresa, el de Sant Elm, el de Vall de Pintes, el Camí Vell de Sant Elm, la Costa d'en Peixeta, la Ruta de Consolació, la Ruta del Còrrec de l'Abellar i la Ruta del Rimbau. Entre els que comuniquen Cotlliure amb els altres pobles, es troben la Ruta d'Argelers, la Ruta de Portvendres i la Ruta Nova, sovint anomenada senzillament la Ruta. A la capçalera de la Ribera del Duí es troba el Viaducte del Duí.

## Activitat econòmica

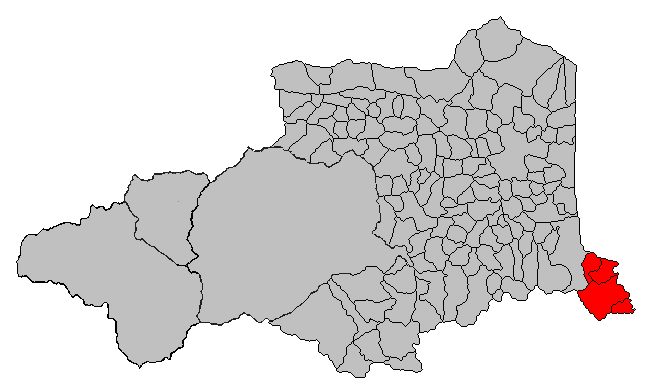
Localització de les denominacions Banyuls i Cotlliure.

Les dues tradicionals activitats econòmiques de Cotlliure —la pesca i l'agrícola i ramadera— han anat a la baixa i, en canvi, ha guanyat molta importància el turisme, que ha passat a ser l'activitat principal.
L'explotació de la terra s'ha mantingut en part gràcies a la vinya. Quasi 500 ha s'hi dediquen, amb la quasi totalitat inclosa en la denominació d'origen controlada dels vins de Banyuls. En el terme de Cotlliure les vinyes es presenten escalonades a la zona muntanyosa, amb un bon sistema de drenatge de les vinyes per a evacuar-ne l'aigua de les pluja tot evitant-ne l'erosió.
La cria de bestiar té una certa presència, sobretot al Rimbau, on diversos propietaris mantenen quasi 100 caps de boví d'una raça autòctona de la Maçana, més de 100 caps d'oví i un mig centenar de cabrum. El conreu de fruiters i hortalisses és gairebé testimonial.
La pesca, que temps enrere havia tingut una presència molt notable, també ha quedat reduïda, fins al punt que manté menys de 100 llocs de treball (el 1950 n'eren més de 400), i una bona part del port de pescadors ha estat convertit en un gran port esportiu i platja. El port pescador, que en bona part s'ha traslladat a Portvendres, s'havia especialitzat en la captura de sardina, tonyina i seitó; i havia donat pas a una indústria conservera i de salaó de renom, amb les anxoves de Cotlliure com a producte estrella.
El turisme és qui ocupa la major part d'activitat econòmica actual, explotant les virtuts paisatgístiques i monumentals del lloc, a les quals s'afegí el renom d'una part dels seus visitants des de començament del segle xx, com el pintor Matisse, que es convertiren en un atractiu afegit. En l'actualitat, una vintena d'hotels, pràcticament tots en el nucli urbà, un alt nombre d'apartaments i de xalets de segona residència, mitja dotzena de càmpings (les Amandiers i la Girelle, entre els més grans) i un centre heliomarí de salut i de readaptació funcional (aquest darrer a cavall de Cotlliure i Portvendres) en completen l'àmplia oferta turística.

## Història

### Prehistòria
Les restes més antigues trobades són majoritàriament d'època protohistòrica, de la Segona Edat del Ferro. Nombrosa ceràmica de diferents orígens, però en estrats barrejats, a causa de la manca d'excavacions fetes de forma correcta.
Una de les troballes més importants és la de l'oppidum del Ravaner, a prop de l'extrem nord-est del terme, en un turó de 83 m d'altitud, a la dreta del Ravaner. Amb una muralla feta per un simple mur de pedra seca, s'hi van trobar força mostres de ceràmica modelada, així com un bon nombre de moles, algunes reaprofitades com a elements constructius. Una excavació moderna, del 1999, va permetre’n un estudi més aprofundit. S'hi va trobar una superfície d'entre 4 i 4,5 hectàrees, amb 20 concentracions de material arqueològic que va des del Bronze final fins a finals del segle vi abans de Crist. Possiblement estan relacionades amb les troballes fetes a uns centenars de metres, però dins del terme d'Argelers de la Marenda.
També al moment de pas de la protohistòria a l'Edat Antiga van ser trobades a Coma Xerric, al sud de Cotlliure i a ponent del Fort de Sant Elm, una sèrie de jaciments escalonats a la muntanya que van des del Bronze final fins a finals del segle vi abans de la nostra era.

### Edat Antiga
La vila de Cotlliure té l'origen en castrum Caucoliberi (que vol dir el port d'Illíberis), i era una ciutat del segle vi aC, que servia de port d'Illiberis (Elna), com indica el seu nom, que fou transcrit per primera vegada per Julià de Toledo el 673 i després pel geògraf de Ravenna com a Caucholiberi.
Tot i que segurament no es tracta de la mítica Pirene —freqüentada, segons Aviè, pels foceus de Marsella—, unes excavacions, malauradament interrompudes abans del seu final en els glacis del Castell Reial, van mostrar les restes d'una gran ciutat, per a la seva època.
El terme de Cotlliure conserva diversos dòlmens, entre els quals destaca el que hi ha al veïnat de Rimbau. A l'Arqueta, el topònim indica l'antiga existència d'un dolmen i, més al nord, al Coll de Molló n'hi ha un altre d'arruïnat, camí de la Torre de Madaloc, que fins fa ben poc tenia una làpida amb unes estranyes inscripcions. Actualment està desapareguda.
La construcció de l'aparcament del glacis del Castell Reial va facilitar la troballa de molt de material medieval, però entre el qual hi havia barrejat material anterior (es va remoure la terra amb màquines, i els estrats van quedar barrejats). A la part alta del glacis van aparèixer restes d'un hàbitat dels segles IV o III abans de la nostra era, entre les quals ceràmica jònica i àtica i alguna moneda romana. Tanmateix, no són gaire abundants, les troballes d'època romana. La manca quasi absoluta d'excavacions en el centre de la vila explica aquesta gran absència de vestigis. Una referència del 1836 esmenta les restes d'un aqüeducte romà, ara del tot desaparegut.
D'altra banda, a la Platja de Sant Vicenç o a la d'Amunt, on hi havia el Port vell, s'havia trobat de forma fortuïta una màscara púnica, que representava un cap humà. Aquesta màscara, que s'havia datat provisionalment al segle iv o III abans de la nostra era, malauradament està desapareguda (només se'n conserva una fotografia). A prop, a l'antic illot de Sant Vicenç, es va trobar un enterrament, davant de la porta de la capella, atribuït a l'època romana.
A la zona muntanyosa s'han trobat diverses restes significatives. A ponent de la vila, a la vall del Duí, es van trobar dues moles de basalt d'època romana. A la Vall de Pintes, a l'extrem est del terme, van aparèixer dues dracmes gregues del segle ii abans de la nostra era. A Coma Xerric, al costat de troballes més antigues, fou trobat un petit establiment agrícola datat entre el segle iii i el IV de la nostra era.

### Edat mitjana
Des de l'època carolíngia, Cotlliure adquirí molt importància, principalment pel seu valor estratègic. Vamba s'apoderà del castell de Cotlliure, en la seva disputa amb el duc rebel Pau, i s'ha conjecturat que Caucoliberris va arribar a ser seu episcopal al segle VII. Tanmateix, és possible que en els documents que en parlen hi hagi una confusió amb Iliberris, ciutat de la Bètica, on hi havia hagut un concili el segle iv (i no es tracta d'Elna, que és esmentada en el mateix document com una altra de les seus episcopals). Només noves troballes, documentals o arqueològiques, podrien aclarir aquest dubte. La troballa d'un capitell altmedieval —de marbre blanc amb vetes grises, de 30 cm d'alçada per entre 28 i 38 de diàmetre, decorat amb fulles d'acant, i datat entre el segle iv i el VI de la nostra era, prop d'on hi havia hagut l'església de Santa Maria— no és suficient, ara per ara. Actualment es conserva en una terrassa del temple protestant de Cotlliure.
La manca de prospeccions arqueològiques a Cotlliure fins als anys 60 del segle xx, ha fet que se n'hagin perdut molts vestigis. L'estiu del 1963 la construcció d'un aparcament al glacis del Castell Reial va permetre trobar un munt de material altmedieval i medieval, amb algunes restes anteriors en nivells inferiors. Als peus del glacis es va trobar una torre d'una muralla anterior al Castell Reial, desapareguda. La torre, amb forma de ferradura, correspon a l'època visigòtica. Està assentada damunt de la roca, i els murs tenen un gruix d'1 metre i mig a la part superior, mentre que s'eixamplen i espesseixen cap a la part inferior. Se'n conservaven uns quatre metres d'alçària, segurament formant part com a torre d'angle d'un recinte quadrat d'uns 7 metres de llargària. Aquelles excavacions van acabar precipitadament; però les restes, conservades a Cotlliure i a Perpinyà, han donat nombrosos vestigis d'aquella ocupació altmedieval.
Altres mostres d'ocupació visigòtica van aparèixer a Caps Dorats i a la Quirola, a prop al nord del Cementiri Nou i al nord-oest de la Residència d'Ambella. No són prou importants per a treure'n gaire conclusions, però es poden situar en època visigòtica.
La vila i el seu castell foren domini directe primer del comtes de Rosselló i després dels de Barcelona, tot i que almenys en un període del segle xii estigué infeudat als Cotlliure, una família que n'adoptà el cognom.
Un altre dels castells de Cotlliure, situat a prop del Castell Reial, fou la seu d'una comanda templera, després hospitalera, de la qual depenien els territoris de Bonpàs, Orla i Cosprons, atès que fou cedit per Berenguer d'Orla a aquella orde.
Tot i l'existència d'una població ja en aquest lloc, fou el rei Pere I qui concedí una carta de població a Cotlliure, el 1207, que fou l'inici d'una nova vila reial. Diverses concessions i privilegis dels anys 1223, 1253 i 1262 refermaren la puixança econòmica i comercial de la vila. Vers 1249, a més, fou imposada la lleuda de Cotlliure, grup d'impostos per a regular el tràfic mercantil, que fou la base de la posterior lleuda de Tortosa, regulades per Jaume I.
La importància pesquera, comercial marítima i estratègica de Cotlliure feu que aquesta vila fos des de principis del segle xiii la segona població del Rosselló, per sota de Perpinyà i per damunt de les altres viles i pobles grans: Ceret, Tuïr, Illa, Ribesaltes, etc. Durant l'edat mitjana, la seva població oscil·la, sempre a l'alça, entre 300 i 600 famílies. El castell fou reconstruït entre 1242 i 1280 i, amb la creació del Regne de Mallorques, Cotlliure esdevingué el principal port comercial de la zona continental d'aquell regne; i el castell, residència reial. El 1294 Jaume II de Mallorca organitzà el municipi, presidit per cònsols.
El 1402 hi va néixer el beat dominic Pere Cerdà; els dominics s'havien establert a Cotlliure el 1280, a ran de les reformes administratives i socials impulsades per Jaume II de Mallorca. Un altre episodi protagonitzat pels dominicans a Cotlliure s'esdevingué el 1408, a ran del Cisma d'Occident, quan Benet XIII, que havia convocat aquell any concili a Perpinyà, es refugià a Cotlliure tres setmanes, abans de partir des del seu port en direcció a Peníscola. Cal destacar que en aquell moment era al convent dominicà de Cotlliure sant Vicent Ferrer, juntament amb l'esmentat Pere Cerdà, els quals donaven suport al papa de Roma, Gregori XII, enfrontat amb Benet XIII.
Durant la Guerra contra Joan II, el 1462 el rei Lluís XI de França incorporà als seus dominis els comtats de Rosselló i Cerdanya; això provocà revoltes a Perpinyà, Elna i Cotlliure, que mataren, decapitat, el batlle de Cotlliure, Domènec Coa-rasa. Com a càstig de la revolta, el rei francès canvià el nom de la vila pel de Sant Miquel el 1475. Finalment, el 1481 la vila fou perdonada, confirmats els seus privilegis, i en fou restituït el nom original.
Per tancar l'Edat Mitjana, fem referència al Fogatge del 1497; en parlar de la Vila de Capliure, hi esmenta 12 focs eclesiàstics (Lo curat, lo Regent, la Sglésia parroquial, (...)galí, (...)mella, (...)osta, (...)artí Balla, Pere Forques, Johan Rull, Pere Ferrer, Pòlit Fresch i Glaudes, tots preveres) i 210 focs de laychs (i una nota diu que n'hi falten 15). Entre aquests darrers, esmenta en primer lloc en Riber, batlle, i Vilatenim, Pere Correger i Johan Figueres, cònsols. Després la llarga llista de caps de casa, entre els quals destaquen dos notaris, Bernart Moner i Johan Solà, diversos amb els seus oficis (barriler, traginer, ferrer, sastre, mestre de cases, carnisser, hostaler...). Cal tenir en compte que en aquell moment Portvendres era inclòs a Cotlliure.

### Edat Moderna

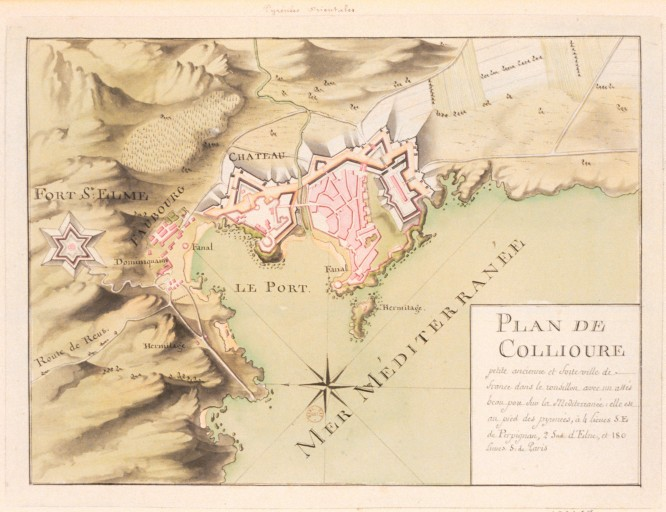
Plànol de Cotlliure el segle XVIII

Al començament de l'edat moderna, una forta crisi minvà considerablement la població, però ja al segle xviii començà una recuperació que portà Cotlliure a una població de quasi 2.000 persones a l'època de la Revolució Francesa.
El Castell Reial continuà hostatjant reis: el 1538 hi feu estada Carles V; i el 1581 l'emperadriu Maria d'Àustria, de pas cap a Madrid, amb la seva cort, en la qual figurava sant Lluís Gonçaga.
Durant la Guerra dels Segadors Cotlliure tingué un paper rellevant. El març del 1642, la vila de Cotlliure i el seu castell patiren un setge intens, sobretot dut a terme per l'armada francesa des de Cadaqués. Les tropes del rei francès dominaven els puigs i la seva flota bloquejava el port. Arran de l'assalt de la vila i del castell per les tropes de Lluís XIII de França, comandades pel general Meylleraye (que constaven de 10.000 homes entre els quals Turenne, d'Artagnan i els seus companys mosqueters), les tropes catalanes, privades d'aigua per la destrucció del pou, s'hagueren de rendir l'abril d'aquell any. El governador de la vila, el castellà Marquès de Mortara, després de capitular s'endugué les relíquies de Sant Vicenç de Cotlliure a Concabella, a la Segarra.
El 1659 es produïa l'annexió de tot el Rosselló al regne francès. El port i la vila de Cotlliure havien entrat, feia més d'un segle, en una fase de decadència, i Cotlliure fou valorada únicament pel seu valor estratègic, molt alt. Hi intervingué Vauban, qui valorà com a port molt més Portvendres, poble al qual afavorí; dotà Cotlliure de noves i modernes fortificacions. Vauban arrasà la vila vella de Cotlliure, inclosa la seva església, per a construir els glacis del Castell Reial; i feu construir la nova església de Santa Maria de Cotlliure a ran de port, en un extrem del que va passar a ser la vila nova de Cotlliure. També va elevar els murs del recinte del castell, a més de construir el Fort del Mirador i altres elements defensius.
Justament al final de l'Edat Moderna, a la Guerra Gran, les tropes espanyoles del general Navarro ocuparen el Fort de Sant Elm el 1793, fins que foren desallotjades per les franceses del general Dugommier, l'abril del 1794.

### Edat Contemporània
El segle xix suposà per a Cotlliure una etapa de progrés econòmic i urbà. La pesca, les indústries de salaó i l'exportació del vi obriren fermes possibilitats de desenvolupament econòmic, només apaivagades per l'arribada de la fil·loxera. El 1866 arribava el ferrocarril i creixia enormement el comerç amb Algèria, sobretot a partir del port de Portvendres. S'enderrocaren les muralles de la vila, tot perdent el 1866 la condició de plaça forta (la vila; el castell continuava essent-ho), el 1872 es construïa la passarel·la que unia els dos sectors de la vila, el 1876-1886 es construïa el moll artificial que ampliava el port i unia a terra ferma l'illot de Sant Vicenç, i el 1903 s'enderrocà el pont fortificat que travessava el Duí.

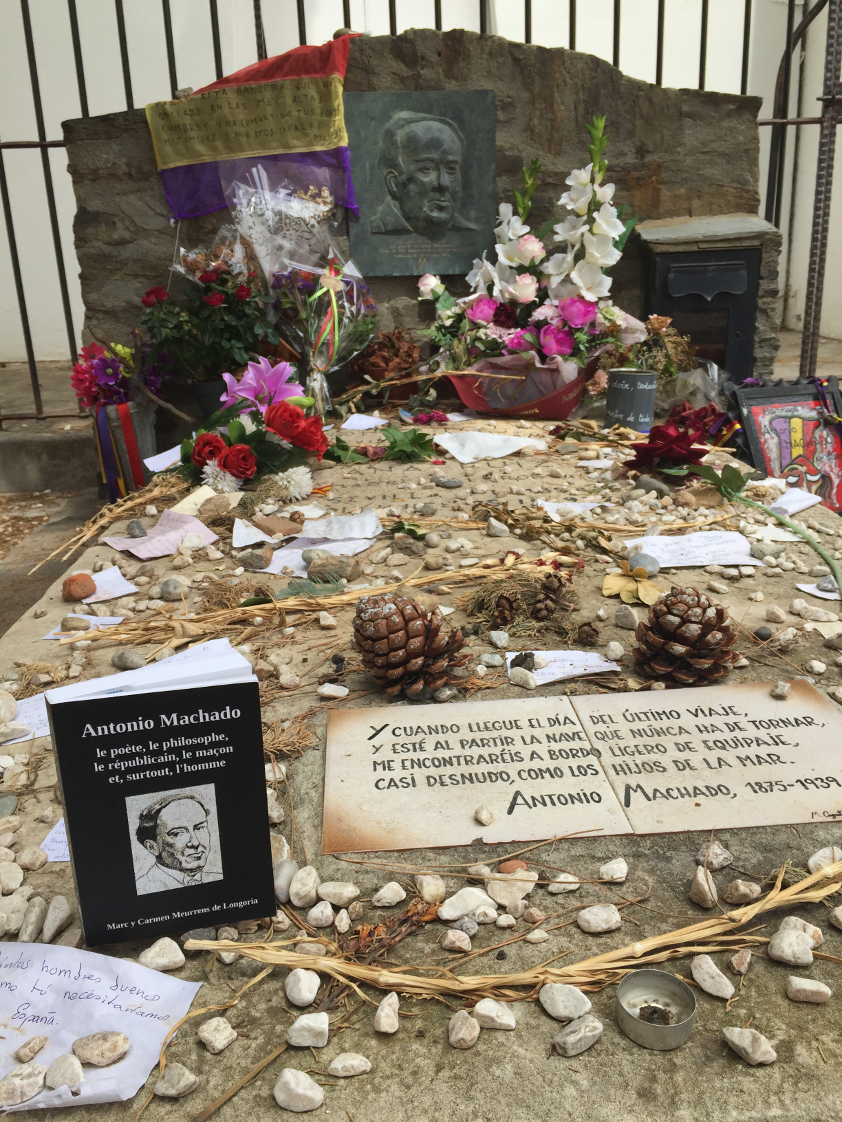
La tomba d'Antonio Machado

A començaments del segle xx, Cotlliure esdevingué un atractiu per a artistes que hi feren estades i anaren convertint el vell port pescador en un centre d'art internacional: Esteve Terrús, paisatgista d'Elna amic d'Arístides Maillol, Paul Signac, Louis Verltat, Henri Matisse, André Derain, Daniel de Monfreid, Albert Marquet, Maurice de Vlaminck, Juan Gris, Georges Braque, Picasso, Raone Dufy, Foujita, Max Ernst i Salvador Dalí, entre molts d'altres. Foren acollits de primer a l'únic hotel existent, La Muxada, i més tard a l'hotel La Charmante (posteriorment anomenat Hotel Bougnol-Quintana), a l'Hotel de la Valleta o Hostaleria dels Templers, que esdevingué un autèntic museu per la seva notable col·lecció de pintura.

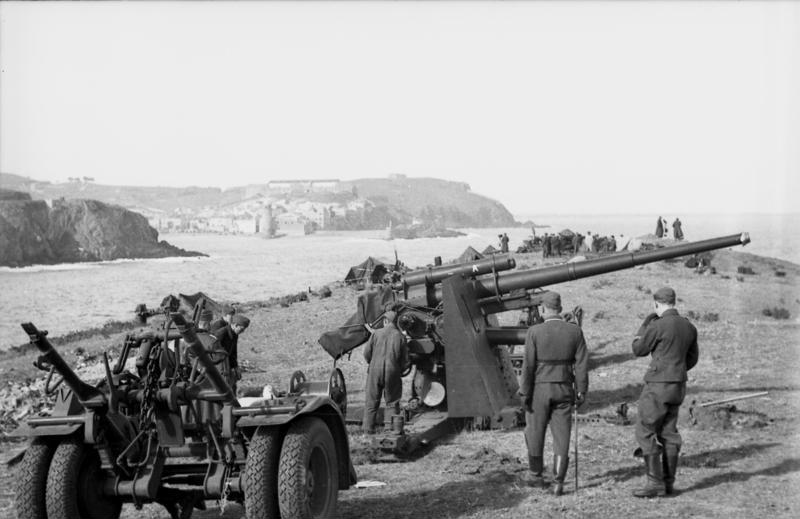
L'exèrcit alemany, al lloc anomenat Les bateries, prop de la Punta dels Reguers

Al final de la Guerra Civil espanyola, l'any 1939, feren passada per Cotlliure nombrosos fugitius republicans. Un d'ells, Antonio Machado, moria al cap de poc d'arribar a la vila i reposa enterrat, juntament amb la seva mare, al cementiri de Cotlliure. Tot seguit, la complicada orografia de la costa cotlliurenca fou omplerta de bateries defensives de l'exèrcit nazi, retornant a la vila altre cop el seu interès estratègic militar.

## Demografia

### Demografia antiga
La població està expressada en nombre de focs (f) o d'habitants (h)
| Evolució demogràfica de Cotlliure entre 1355 i 1790 | Evolució demogràfica de Cotlliure entre 1355 i 1790 | Evolució demogràfica de Cotlliure entre 1355 i 1790 | Evolució demogràfica de Cotlliure entre 1355 i 1790 | Evolució demogràfica de Cotlliure entre 1355 i 1790 | Evolució demogràfica de Cotlliure entre 1355 i 1790 | Evolució demogràfica de Cotlliure entre 1355 i 1790 | Evolució demogràfica de Cotlliure entre 1355 i 1790 | Evolució demogràfica de Cotlliure entre 1355 i 1790 | Evolució demogràfica de Cotlliure entre 1355 i 1790 | Evolució demogràfica de Cotlliure entre 1355 i 1790 | Evolució demogràfica de Cotlliure entre 1355 i 1790 | Evolució demogràfica de Cotlliure entre 1355 i 1790 | Evolució demogràfica de Cotlliure entre 1355 i 1790 | Evolució demogràfica de Cotlliure entre 1355 i 1790 | Evolució demogràfica de Cotlliure entre 1355 i 1790 | Evolució demogràfica de Cotlliure entre 1355 i 1790 |
| 1355                                                | 1359                                                | 1365                                                | 1378                                                | 1424                                                | 1470                                                | 1515                                                | 1553                                                | 1643                                                | 1709                                                | 1720                                                | 1730                                                | 1765                                                | 1767                                                | 1774                                                | 1789                                                |                                                     |
| --------------------------------------------------- | --------------------------------------------------- | --------------------------------------------------- | --------------------------------------------------- | --------------------------------------------------- | --------------------------------------------------- | --------------------------------------------------- | --------------------------------------------------- | --------------------------------------------------- | --------------------------------------------------- | --------------------------------------------------- | --------------------------------------------------- | --------------------------------------------------- | --------------------------------------------------- | --------------------------------------------------- | --------------------------------------------------- | --------------------------------------------------- |
| 449 f                                               | 519 f                                               | 449 f                                               | 395 f                                               | 636 f                                               | 222 f                                               | 180 f                                               | 138 f                                               | 111 f                                               | 259 f                                               | 370 f                                               | 466 f                                               | 600 h                                               | 1450 h                                              | 2032 h                                              | 450 h                                               |                                                     |

Font: Pélissier 1986

### Demografia contemporània
| Evolució de la població |       |       |       |       |       |       |       |       |
| 1793                    | 1800  | 1806  | 1821  | 1831  | 1836  | 1841  | 1846  | 1851  |
| 2.050                   | 1.981 | 2.655 | 3.210 | 3.272 | 3.274 | 3.263 | 3.664 | 3.507 |

| 1856  | 1861  | 1866  | 1872  | 1876  | 1881  | 1886  | 1891  | 1896  |
| ----- | ----- | ----- | ----- | ----- | ----- | ----- | ----- | ----- |
| 3.846 | 3.470 | 3.651 | 3.632 | 3.585 | 3.622 | 3.707 | 3.411 | 3.321 |

| 1901  | 1906  | 1911  | 1921  | 1926  | 1931  | 1936  | 1946  | 1954  |
| ----- | ----- | ----- | ----- | ----- | ----- | ----- | ----- | ----- |
| 2.940 | 2.971 | 3.137 | 3.121 | 3.103 | 3.111 | 3.018 | 2.516 | 2.587 |

| 1962  | 1968  | 1975  | 1982  | 1990  | 1999  | 2007  | 2008  | 2012  |
| ----- | ----- | ----- | ----- | ----- | ----- | ----- | ----- | ----- |
| 2.652 | 2.525 | 2.516 | 2.527 | 2.726 | 2.763 | 2.944 | 2.937 | 3.082 |

| 2013  |
| ----- |
| 3.057 |

Fonts: Ldh/EHESS/Cassini fins al 1999, després INSEE a partir del 2004

### Evolució de la població

Població 1962-2008

## Administració i política

### Batlles
| Període              | Nom                     | Opció política | Comentaris |
| -------------------- | ----------------------- | -------------- | --- |
| 1790 - 1790          | Vincent Sérignane       |                | |
| 1790 - 1792          | André Riéra             |                | |
| 1792 - 1794          | Vincent Comes           |                | |
| 1794 - 1794          | Comes Xinxet            |                | |
| 1794 - 1794          | Antoine Malègue         |                | |
| 1794 - 1797          | Jacques Lanquine Xinxet |                | |
| 1797 - 1799          | Joseph Nomdedeu         |                | |
| 1799 - 1800          | Jean Laforge            |                | |
| 1800 - 1810          | Antoine Ruffier         |                | |
| 1810 - 1811          | Denis Couderc           |                | |
| 1811 - 1815          | Jacques Xinxet Lanquine |                | |
| 1815 - 1816          | Joseph Lajeune          |                | |
| 1816 - 1823          | Jean-Baptiste Berge     |                | |
| 1823 - 1828          | Isodore Frère           |                | |
| 1828 - 1830          | Dominique Massot        |                | |
| 1830 - 1834          | Jean-Baptiste Berge     |                | |
| 1834 - 1848          | Jérôme Christine        |                | |
| 1848 - 1851          | Jean-Baptiste Berge     |                | |
| 1851 - 1851          | Vincent Aloujes         |                | |
| 1851 - 1859          | Laurent Frère           |                | |
| 1859 - 1862          | Jean Soulier            |                | |
| 1862 - 1864          | Alexandre Frère         |                | |
| 1864 - 1870          | Michel Noë              |                | |
| 1870 - 1874          | Jean Cortade            |                | |
| 1874 - 1878          | Jean Caloni             |                | |
| 1878 - 1903          | Jean Coste              |                | |
| 1903 - 1919          | Joseph Rossines         |                | |
| 1919 - 1935          | Léon Christine          |                | |
| 1935 - 1940          | Marceau Banyuls         |                | |
| 1940 - 1941          | Alphonse Cabot          |                | |
| 1941 - 1944          | Francis Cantié          |                | |
| 1944 - 1947          | Henri Hostalrich        |                | |
| 1947 - 1948          | Jean Dadiès             |                | |
| 1948 - 1953          | Marceau Banyuls         |                | |
| 1953 - 1956          | Vincent Atxer           |                | |
| 1956 - 1956          | Henri Billard           |                | |
| 1956 - 1966          | René Ramona             |                | |
| 1966 - 1977          | Joseph Py               |                | |
| 1977 - 1989          | Jean Pascot             |                | |
| 1989 - 2014          | Michel Moly             | PSF            | Conseller general del cantó de la Costa Vermella, President de la comunitat de comunes de la Costa Vermella, Primer vicepresident del consell general dels Pirineus Orientals |
| 2014 - Moment actual | Jacques Manya           |                | |

### Legislatura 2014 - 2020

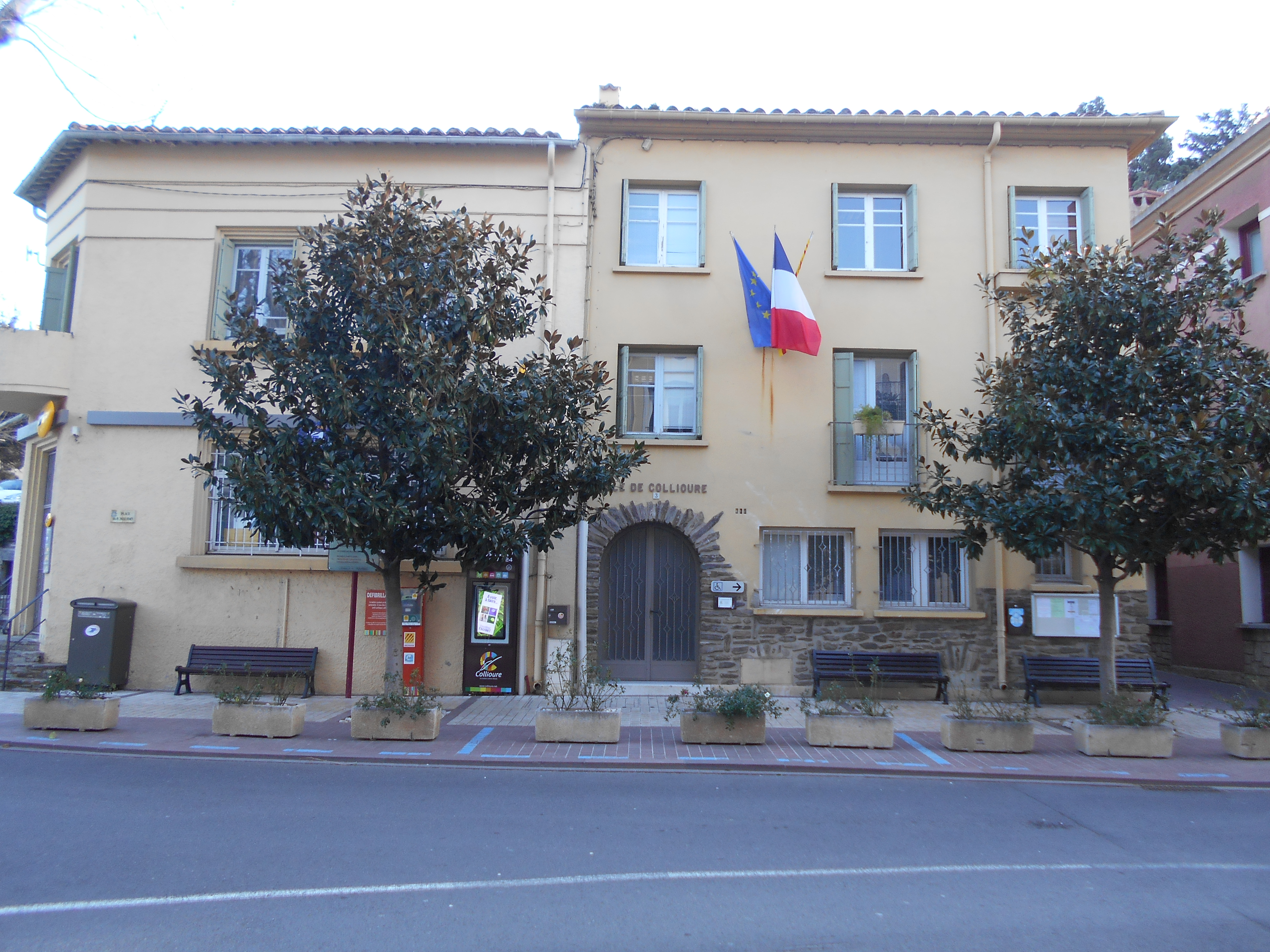
La Casa del Comú

#### Batlle
- Jacques Manya

#### Adjunts al batlle[29]
- 1r: Michèle Romero, consellera municipal delegada d'Economia, Finances i Administració general
- 2n: Jean Heinrich, conseller municipal delegat d'Urbanisme, Quadre de vida i Seguretat
- 3r: Daniel Coupe, conseller municipal delegat d'Obres i Personal dels serveis tècnics
- 4t: Marie-France Coupe, consellera municipal delegada d'Afers escolars, Joventut i Esport
- 5a: Odile Da Cruz, consellera municipal delegada d'Afers Socials i Transició gerontològica
- 6è: Philippe Cortade, conseller municipal delegat de Port i Platges

#### Consellers municipals
- Denise Snodgrass, consellera municipal delegada d'Afers culturals i Festes
- Alex Cabanis
- Lennart Ernulf
- Maryse Rimbau
- Marie-Line Ponchel
- Audrey Maqueda
- Madeleine Louandre
- Jacques Rio
- Michèle Lenz
- Pierre Camps
- Jean-Philippe Sanyas
- Françoise Sougne
- Xavier Lafon
- Anne Delaris
- Alain Figueras
- Roger Fix

### Adscripció cantonal

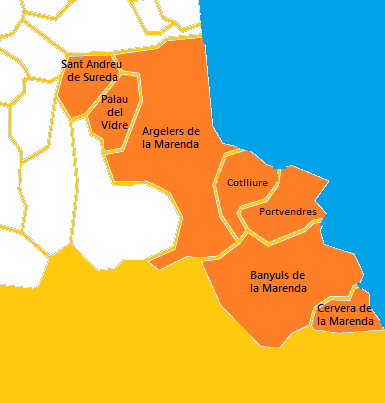
Mapa del Cantó de la Costa Vermella

A les eleccions cantonals del 2015, Cotlliure va ser inclosa en el cantó denominat La Costa Vermella, amb capitalitat a la vila d'Argelers de la Marenda, amb les viles de Cotlliure i Portvendres i els pobles de Banyuls de la Marenda, Cervera, Palau del Vidre, Sant Andreu de Sureda. Hi van ser escollits com a consellers departamentals Marina Parra-Joly, del Partit Socialista, primera adjunt al batlle d'Argelers de la Marenda; i Michel Moly, del Partit Socialista, Primer vicepresident del Consell departamental.

### Serveis comunals mancomunats
Cotlliure forma part de la Comunitat de comunes de les Alberes, Costa Vermella i d'Illiberis, amb capitalitat a Argelers, juntament amb Argelers, Bages de Rosselló, Banyuls de la Marenda, Cervera de la Marenda, Cotlliure, Elna, Montesquiu d'Albera, Ortafà, Palau del Vidre, Portvendres, la Roca d'Albera, Sant Andreu de Sureda, Sant Genís de Fontanes, Sureda i Vilallonga dels Monts.

## Ensenyament i cultura

### Festivitats
Les festes de Sant Vicent se celebren a Cotlliure del 14 al 18 d'agost. El punt àlgid d'aquesta celebració té lloc el 16 d'agost, amb una processó marítima. La primera processó d'aquesta mena ocorregué el 1701, per mor de celebrar l'arribada a la vila de les relíquies de Sant Vicent. Es feu aquesta representació anualment fins a la instauració de la laïcitat, amb la llei francesa de Separació de les Esglésies i de l'Estat el 1905. Des del 2001 (quan se celebrava el tricentenari de les festes), la processó en mar es reviscolà de bell nou.

## Llocs d'interès
- El Castell Reial de Cotlliure.
- L'església parroquial de Santa Maria dels Àngels.
- La Torre de Madaloc.
- El Fort de Sant Elm.
- El Claustre del Convent dels Dominicans.
- Les tombes d'Antonio Machado i de Patrick O'Brian, als cementiris vell i nou, respectivament.
- Museu de Cotlliure.

## Literatura
Cotlliure és la seu de la Fundació Antonio Machado. El Premi Internacional de Literatura Antonio Machado (en francès, Prix International de Littérature Antonio Machado) és un premi concedit per la Fundació des de l'any 1979. Es lliurà bianualment fins al 2007, any en què passà a ser anual i a admetre també obres escrites en català. Actualment el premi es concedeix a una obra de literatura inèdita de qualsevol gènere i d'esperit conforme al pensament de Machado, escrita en català, castellà o francès. El guanyador és anunciat a les jornades anuals sobre Antonio Machado, organitzades a Cotlliure els voltants de febrer.